# Ostrowiec Świętokrzyski
Ostrowiec Świętokrzyski – miasto w Polsce położone na ziemi sandomierskiej w historycznej Małopolsce, nad rzeką Kamienną. Administracyjnie w województwie świętokrzyskim, siedziba powiatu ostrowieckiego, gminy miejskiej Ostrowiec Świętokrzyski i gminy wiejskiej Bodzechów. Prawa miejskie od 1613 roku. Jeden z głównych ośrodków Staropolskiego Okręgu Przemysłowego z rozwiniętym przemysłem hutniczym (Huta Ostrowiec) i odzieżowym.
Według danych Urzędu Skarbowego, Ostrowiec Świętokrzyski na dzień 31.12.2024 roku liczył 59 247 mieszkańców i jest pod względem liczby ludności drugim (po Kielcach) miastem w województwie świętokrzyskim.

## Położenie
Miasto położone jest nad Kamienną, do której uchodzą tu rzeki: Szewnianka, Modła i Struga Denkowska. Jego północna część znajduje się na Przedgórzu Iłżeckim, a południowa na skraju Wyżyny Opatowskiej. Kilkanaście kilometrów na południowy zachód od miasta rozpościera się Pasmo Jeleniowskie, Gór Świętokrzyskich.
Ostrowiec Świętokrzyski leży w dawnej ziemi sandomierskiej historycznej Małopolski. Nieopodal miasta znajduje się rezerwat archeologiczny w Krzemionkach, z neolityczną kopalnią krzemienia, a także liczne zabytki związane z historią Staropolskiego Okręgu Przemysłowego.
Od północnego zachodu miasto sąsiaduje z gminą miejsko-wiejską Kunów. Ze wszystkich pozostałych stron Ostrowiec otaczają tereny gminy wiejskiej Bodzechów. Siedziba jej władz znajduje się w Ostrowcu przy ul. Mikołaja Reja.
Ostrowiec Świętokrzyski jest punktem początkowym  niebieskiego szlaku rowerowego prowadzącego do Skarżyska-Kamiennej oraz  zielonego szlaku rowerowego im. Witolda Gombrowicza. Na terenie miasta znajduje się  czerwony szlak rowerowy im. Mieczysława Radwana.
Przez Ostrowiec przebiegają szlaki komunikacyjne:
- 9 E371 Radom – Ostrowiec – Rzeszów
- linia kolejowa nr 25: Łódź Kaliska – Ostrowiec – Dębica
- 751 Suchedniów – Nowa Słupia – Ostrowiec
- 754 Ostrowiec – Solec nad Wisłą – Gołębiów
- 755 Ostrowiec – Ożarów – Kosin.

Według danych z roku 2002 Ostrowiec Świętokrzyski ma obszar 46,41 km², w tym:
- użytki rolne: 40%
- użytki leśne: 10%

Miasto stanowi 7,53% powierzchni powiatu.

## Fauna
Najcenniejszym gatunkiem lęgowym ptaka, spotykanym w południowo-zachodnich obszarach od Ostrowca Świętokrzyskiego jest żołna. Gatunek preferuje wąwozy lessowe, w których ścianach pary kopią nory gniazdowe.
Z uwagi na mozaikowość środowisk (monokultury sosnowe, bory suche, bory świeże, bory mieszane, grądy na podłożach lessowych, murawy napiaskowe, murawy mezokserotermiczne i kserotermiczne, przydroża, przytorza i torowiska, łąki wilgotne i trzęślicowe), w granicach administracyjnych Ostrowca Świętokrzyskiego i najbliższych, sąsiednich stykających się miejscowościach stwierdzono tu chronione, wymienione w czerwonej księdze, rzadkie i charakterystyczne dla tego terenu gatunki bezkręgowców.
Do gatunków prawnie chronionych występujących tu należą: paź żeglarz, modraszek telejus, strzępotek soplaczek, czerwończyk nieparek, czerwończyk fioletek, modliszka zwyczajna, biegacz wręgaty, biegacz skórzasty, biegacz pomarszczony, biegacz fioletowy, biegacz leśny, biegacz górski.
Gatunkiem wymienionym w Polskiej czerwonej księdze zwierząt. T. 2. Bezkręgowce, spotykanym tu jest: prostoskrzydły (szarańczak) – nadobnik włoski. Gatunki rzadkie i charakterystyczne dla tego terenu to: motyle – modraszek adonis, modraszek aleksis, modraszek dorylas, czerwończyk płomieniec, ogończyk akacjowiec, warcabnik ślazowiec, osadnik kostrzewiec, górówka meduza, pokłonnik osinowiec, mieniak tęczowiec, dostojka laodyce, dostojka eufrozyne, zmrocznik przytuliak, fruczak gołąbek, fruczak trutniowiec, kraśnik rzęsinowiec (k. karyncki), kraśnik goryszowiec oraz prostoskrzydłe – siodlarka stepowa i wątlik Leptophyes albovittata. Występuje tu także ważka – lecicha białoznaczna.

## Historia

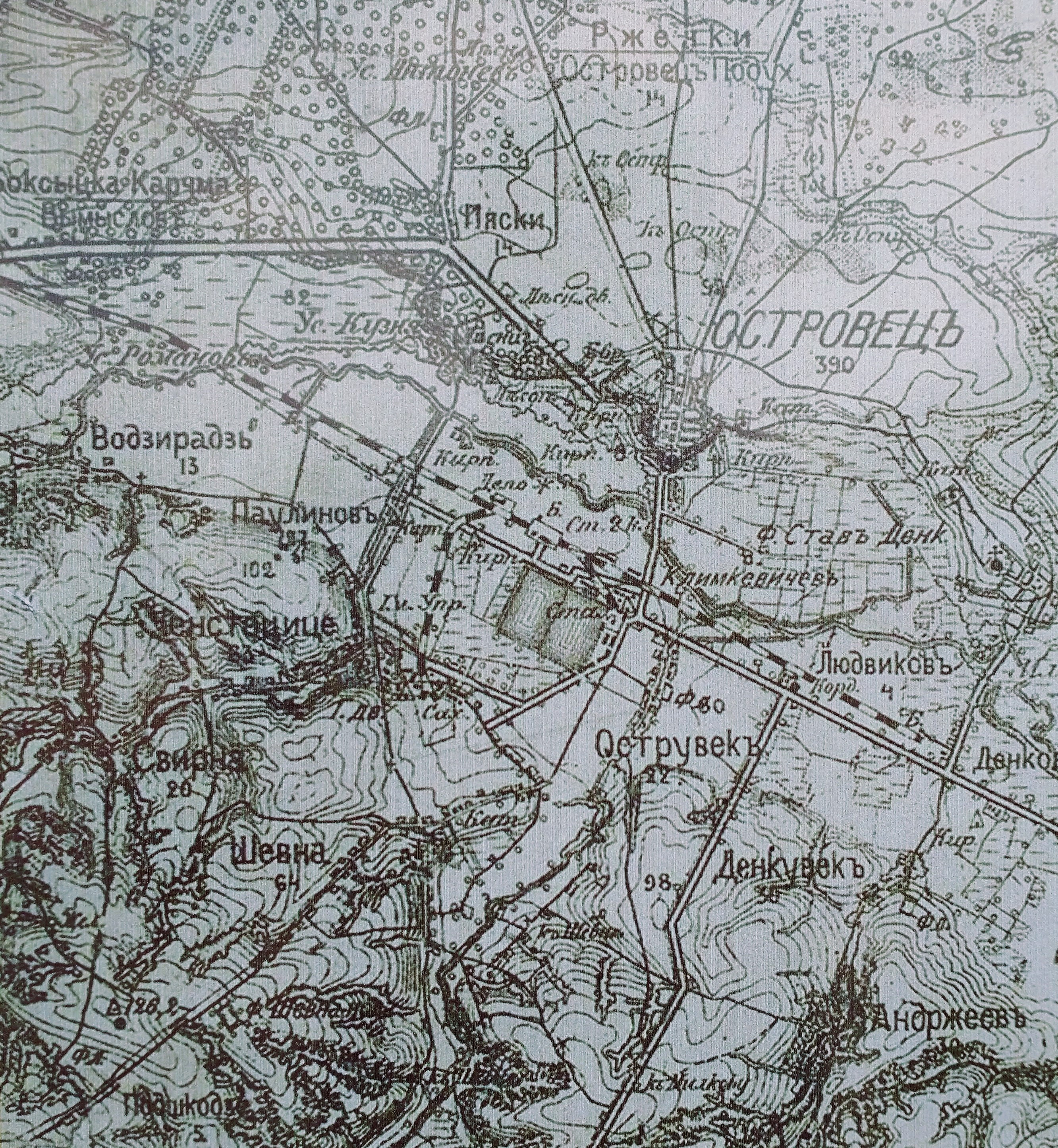
Mapa miasta i okolic sprzed 1918

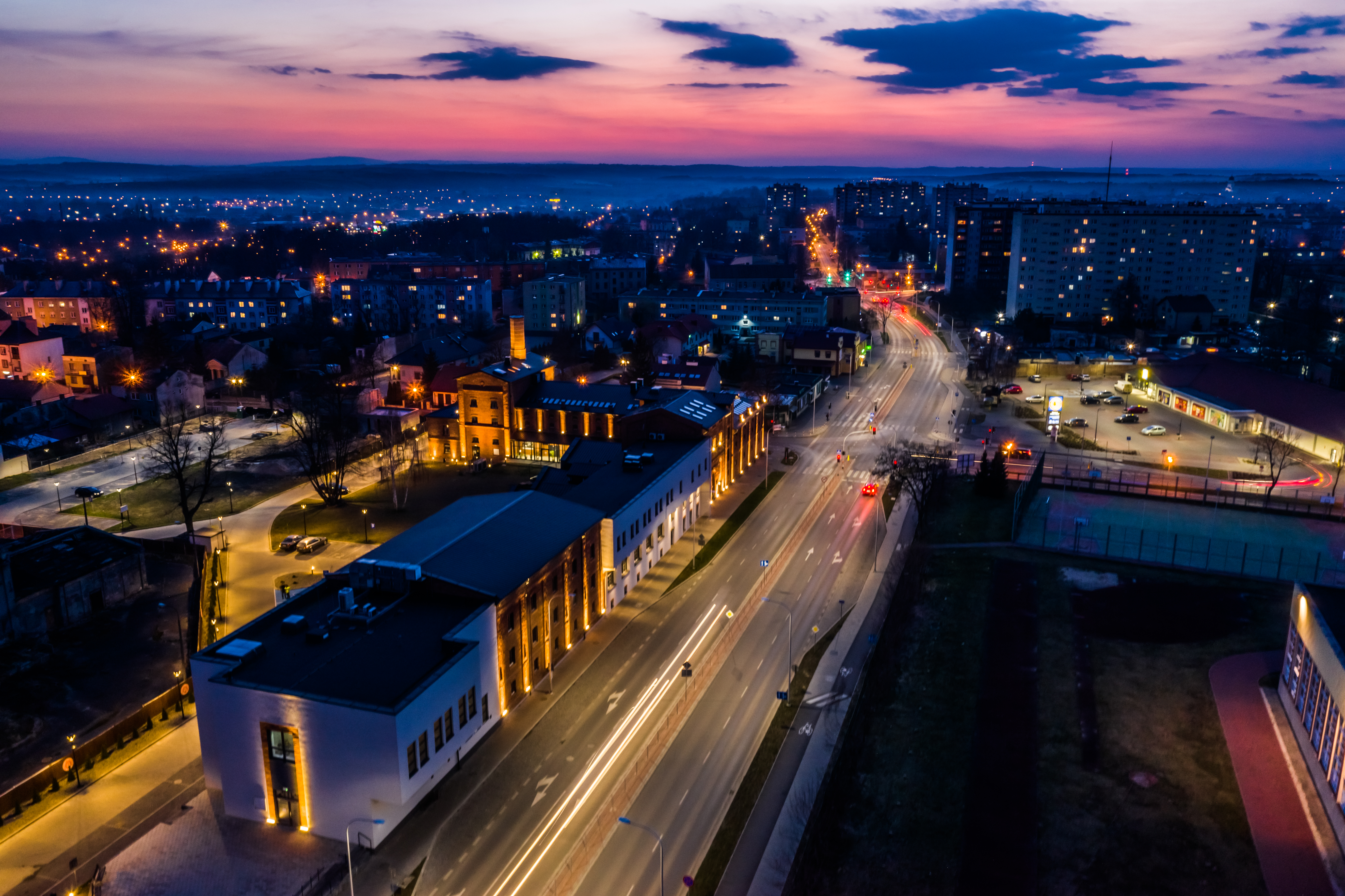
Ostrowiecki Browar Kultury – dawniej Browar Saskich z 1908 roku

Najstarsze udokumentowane ślady stałego osadnictwa pochodzą z epoki kamienia (ok. 4 tys. lat p.n.e.). Wtedy to na tereny dzisiejszego Ostrowca przywędrowały naddunajskie plemiona koczownicze – ludy kultur: lendzielskiej, pucharów lejkowatych i amfor kulistych. Pozyskiwany w kopalniach na terenie Przedgórza Iłżeckiego krzemień posłużył osadnikom do wyrobu narzędzi. Najlepiej zachowane stanowisko kopalniane to Rezerwat Archeologiczny „Krzemionki” w Krzemionkach Opatowskich. Najdawniejsze wzmianki o terenach wchodzących w skład dzisiejszego miasta sięgają XIV w., a o wsi Ostrów, która dała początek miastu Ostrowiec pochodzą z XIV w. Wieś położona była na prawym brzegu rzeki Kamiennej. Pierwsze próby lokacji miasta na terenie wsi Ostrów na prawym brzegu Kamiennej podjął na początku XVI w. Kacper Maciejewski. U schyłku XVI w. (w 1564 r. prawa miejskie uzyskał Denków, dawniej Magna Michów) Ostrów przeszedł na własność Jakuba Gawrońskiego herbu Rawa, który na lewym brzegu rzeki wyznaczył miejsce pod budowę miasta. Przyjmuje się, że powstało ono na tzw. „surowym korzeniu” w 1597. W 1613 Ostrowcowi nadano prawa miejskie. Nazwa miasta (wcześniej: Ostrów, Ostrowiec lub Tarnowiec) ostatecznie ustaliła się po przejęciu dóbr ostrowieckich przez Janusza Ostrogskiego.
Ostrowiec stał się częścią dóbr ostrowieckich w posiadaniu hrabiego Jana Tarnowskiego herbu Leliwa. W późniejszym czasie dobra ostrowieckie były w posiadaniu największych rodów magnackich w Rzeczypospolitej: Tarnowskich, Czartoryskich, Lubomirskich, Radziwiłłów, Ostrogskich, Zasławskich, Sanguszków, Wielopolskich, Dobrzańskich, Łubieńskich i innych. W roku 1889 dobra ostrowieckie zostały rozdrobnione a każda część otrzymała osobną hipotekę. Po II wojnie światowej wszystkie grunty prywatne zostały znacjonalizowane.
Pod koniec XVIII i w XIX w., w okolicy Ostrowca intensywnie rozwijał się przemysł. Połowa XIX wieku zaowocowała stopniowym rozwojem staszicowskiej koncepcji uprzemysłowienia doliny rzeki Kamiennej w oparciu o siłę motoryczną rzeki i jej dopływów oraz miejscowe zasoby węgla i rudy żelaza. Tak powstały m.in. zakłady w Brodach Iłżeckich, Nietulisku, Dołach Biskupich, Chmielowie czy Bodzechowie. W latach 1837–1839, powstała huta zwana Klimkiewiczów (od budowniczego – Antoniego Klimkiewicza). Wokół huty, która z czasem przyjęła nazwę Zakładów Ostrowieckich, rozwijały się mniejsze zakłady, między innymi materiałów ogniotrwałych i spożywcze. Na przełomie XIX i XX w. ostrowiecka huta stała się drugim co do wielkości tego typu zakładem w Królestwie Polskim.
W czasie rewolucji 1905 roku miały tu miejsce masowe wystąpienia robotnicze, których kulminacją było proklamowanie 27 grudnia 1905 Republiki Ostrowieckiej. Na okres około dwóch tygodni władzę w mieście i sąsiednich powiatach przejęła PPS, kierowana przez Ignacego Boernera. Upadek Republiki Ostrowieckiej nastąpił po przybyciu do miasta dwóch carskich pułków piechoty wraz z artylerią.
W okresie I wojny światowej Zakłady Ostrowieckie uległy poważnym zniszczeniom. 3 listopada 1918 Polacy przejęli władzę w mieście z rąk okupantów austro-węgierskich.
W 1921 mieszkało tu 20 492 osoby. W 1929 był jeden kościół i synagoga.
W okresie międzywojennym Ostrowiec rozwijał się dzięki inwestycjom związanym z budową Centralnego Okręgu Przemysłowego. W 1924 miasto znacznie poszerzyło swoje granice i zostało wydzielone z powiatowego związku samorządowego powiatu opatowskiego. W chwili wybuchu II wojny światowej Ostrowiec liczył około 30 tysięcy mieszkańców.
W czerwcu 1926 roku wybuchł strajk robotników stalowni w miejscowej hucie. Władze sanacyjne aresztowały przywódców strajku. 9 czerwca robotnicy podjęli próbę odbicia aresztowanych. Doszło do starcia z wojskiem i policją. Zginęło 4 uczestników demonstracji, 9 było ciężko rannych.
W Ostrowcu w okresie międzywojennym działali znani później działacze komunistyczni m.in. Julian Leński-Leszczyński (późniejszy przywódca Komunistycznej Partii Polski) i Aleksander Zawadzki (w okresie powojennym m.in. Przewodniczący Rady Państwa).
W 1932 roku doszło do procesu 21 ostrowieckich członków KPP oskarżonych o zlikwidowanie policyjnego prowokatora w szeregach partii
Od 1937 miasto nosi współczesną nazwę Ostrowiec Świętokrzyski. Wcześniej, w latach 20. i 30. używana była nazwa Ostrowiec Kielecki, a na początku XX w. Ostrowiec nad Kamienną.

### II wojna światowa

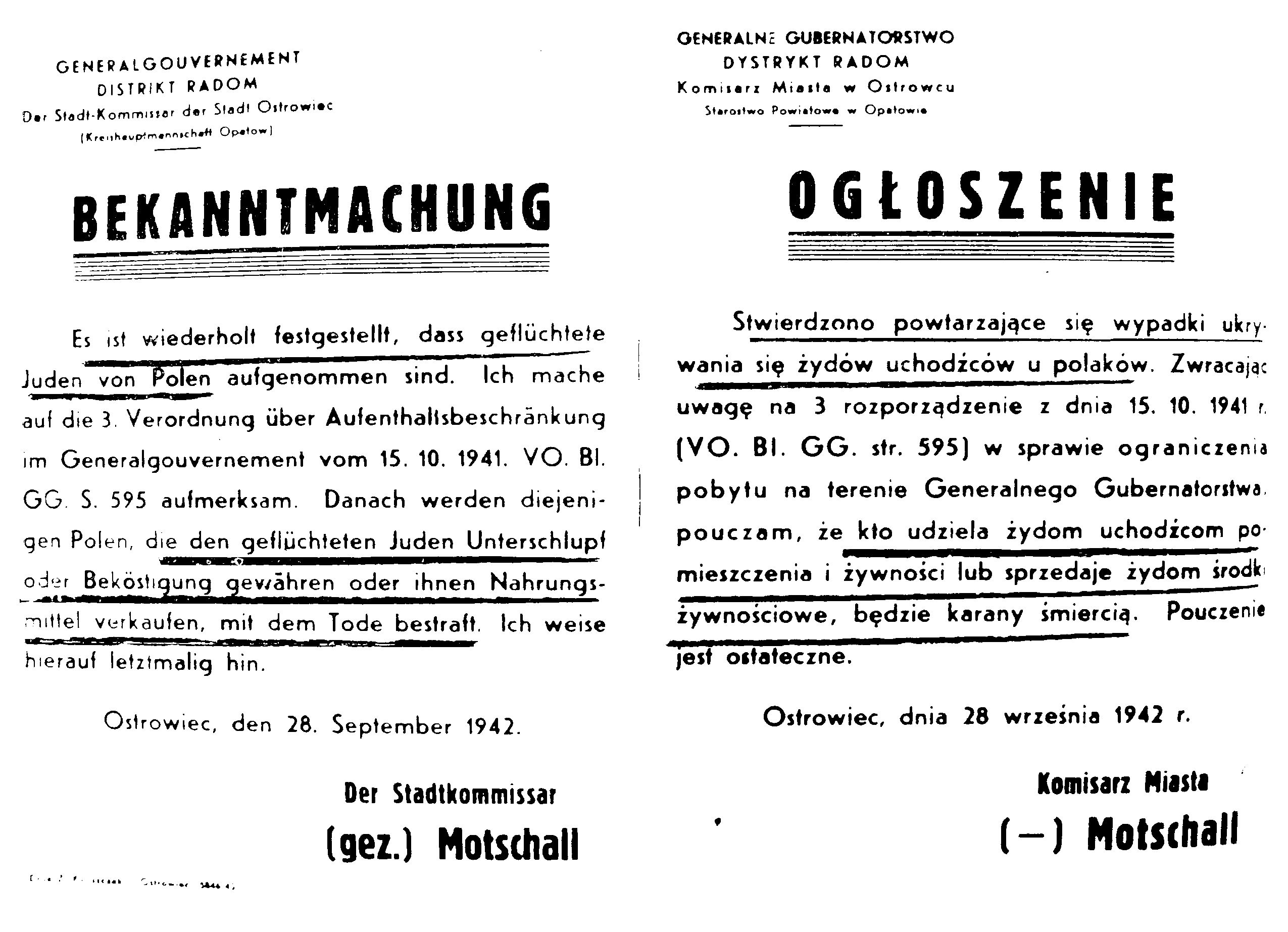
„Stwierdzono powtarzające się wypadki ukrywania się Żydów u Polaków...” ostrzeżenie sygnowane podpisem okupacyjnego komisarza miasta Bruno Motschalla z 1942 roku.

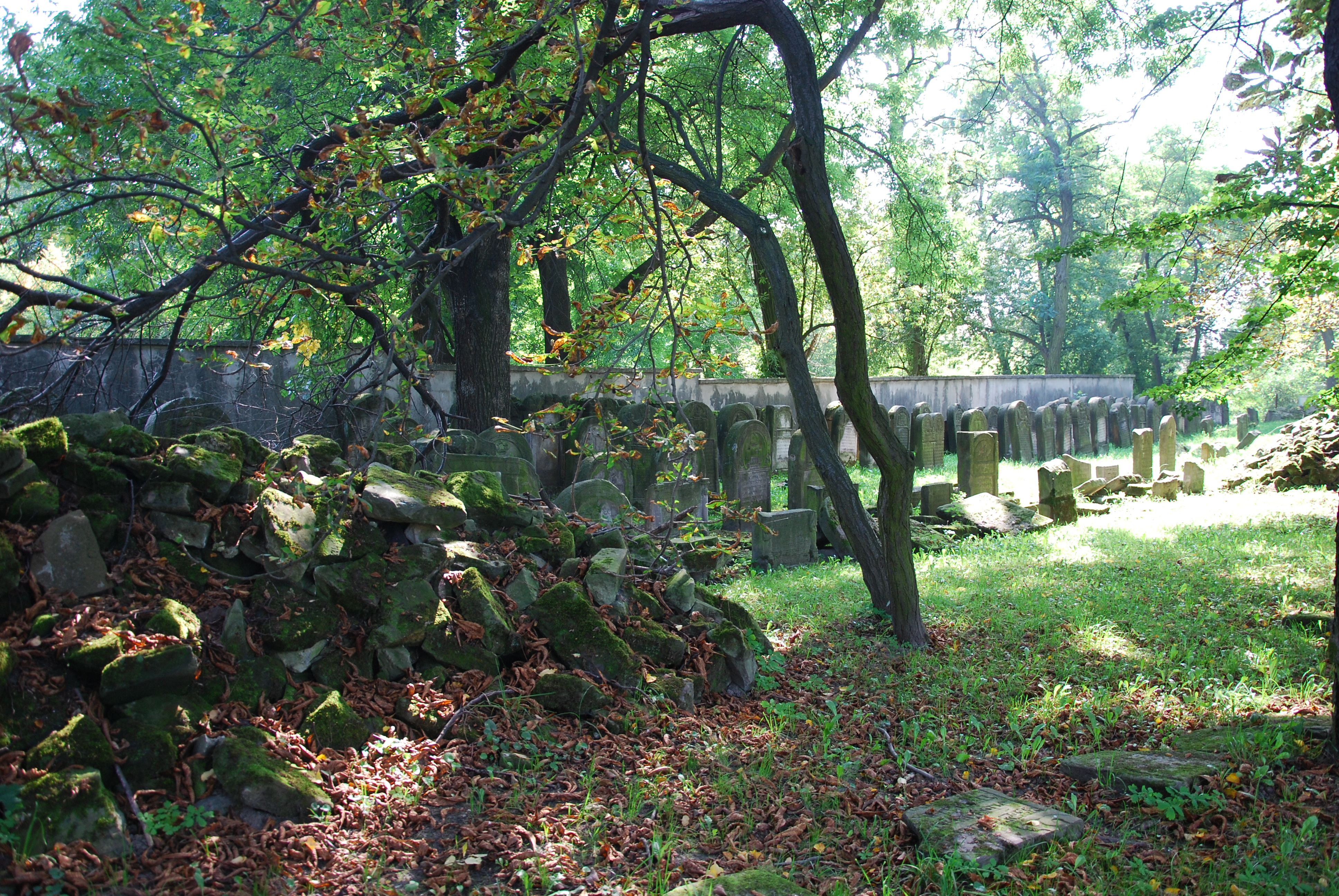
Lapidarium z macew na cmentarzu żydowskim

Wojska niemieckie zajęły Ostrowiec 8 września 1939 r., co zmusiło ludność do podjęcia walk o charakterze podziemnym i partyzanckim. Podczas II wojny światowej i okupacji niemieckiej 11 tysięcy Żydów ostrowieckich zostało wymordowanych. W Ostrowcu miały miejsce liczne publiczne egzekucje (np. 30 września 1942 – 29 osób), założono tu także obozy przejściowe dla jeńców, obóz Służby Budowlanej, obóz pracy (1941–1943) i getto żydowskie (1943–1944). W latach 1940–1944 funkcję komisarza miasta (niem. Stadtkommissar) pełnił Bruno Motschall.
Miasto było ośrodkiem działalności polskiego podziemia; działały tu m.in. ZWZ-AK, PPS-WRN, NOW-NSZ, Gwardia Ludowa (później Armia Ludowa).
W 1943 roku komisarz Bruno Motschall został porwany w biały dzień, w centrum miasta sprzed hotelu przy ówczesnej ulicy Boernera (obecnie Sandomierska) przez oddział Armii Krajowej w składzie: Marian Cisowski ps. „Cichy”, Jan Kocjan ps. „Śpioch” „Leń”, Jerzy Żak ps. „Smok”, Zygmunt Nowakowski i Czesław Szymański ps. „Mściciel”. Porywacze zneutralizowali ochronę i porwali komisarza jego własnym samochodem. Uciekali w kierunku Częstocic do Chmielowa. Za samochodem wyruszyła niemiecka grupa pościgowa w sile 60 Niemców. Z powodu defektu auta porywacze zostali dogonieni w Chmielowie, gdzie wywiązała się strzelanina, w wyniku której poległo trzech porywaczy. Nagrobek trzech żołnierzy AK poległych podczas akcji porwania: Mariana Cisowskiego (lat 20), Jana Kocjana (l. 31) i Jerzego Żaka (l. 23) znajduje się na cmentarzu w Szewnie.
W Ostrowcu, podczas okupacji, kilku członków Armii Krajowej obrabowało i zabiło grupę młodych Żydów szukających kontaktów z polskim podziemiem. Po odebraniu przysięgi na sztandar AK zostali zamordowani.
Od czerwca 1943 roku Ostrowiec stał się siedzibą kierownictwa Gwardii Ludowej Okręgu Radom, a od stycznia 1944 roku do lipca 1944 mieściło się tu dowództwo III Obwodu Armii Ludowej.
16 stycznia 1945 roku do Ostrowca wkroczyły oddziały 6 Armii 1 Frontu Ukraińskiego. Na pl. Wolności, w miejscu, gdzie stracono 30 września 1942 roku 29 Polaków, ustawiono Pomnik Wdzięczności i Męczeństwa mający przypominać o straconych oraz żołnierzach poległych podczas walk o miasto.

### Okres powojenny

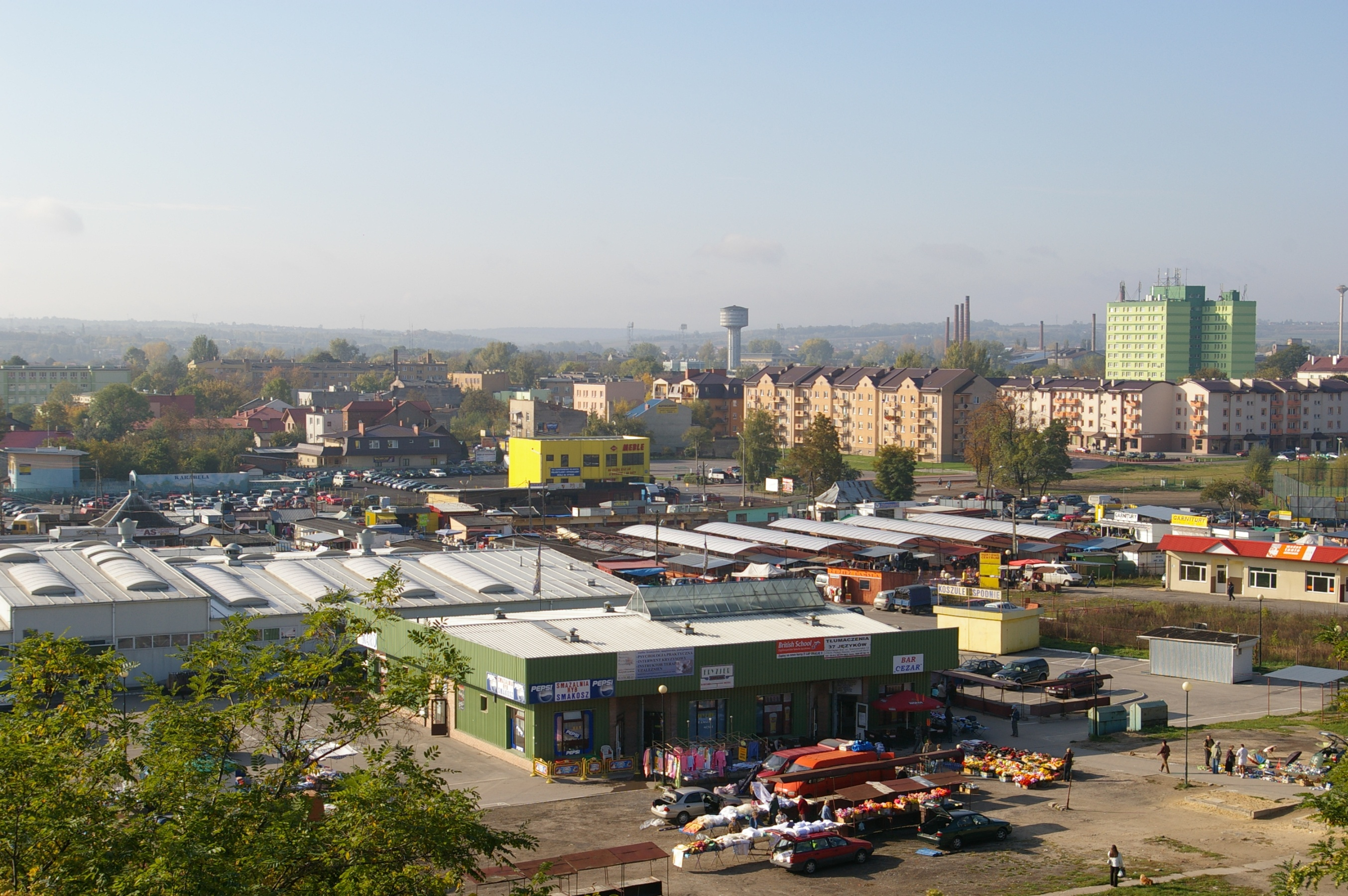
Targowisko miejskie

W okresie powojennym Ostrowiec ponownie szybko się rozwijał. W 1954 do miasta przyłączono szereg podmiejskich osiedli, w tym m.in. dawne miasto Denków. Intensywnie rozwijało się budownictwo mieszkaniowe w celu zaspokojenia potrzeb zwiększającej się liczby mieszkańców. W latach 70. we wschodniej części Ostrowca powstał nowy zakład metalurgiczny huty im. Marcelego Nowotki, uruchomiono również zakłady materiałów ogniotrwałych. Wraz z jego budową powstawały nowe osiedla bloków mieszkalnych (Słoneczne, Ogrody, Złotej Jesieni, Stawki i Rosochy) budowane przede wszystkim z myślą o pracownikach nowego zakładu. Oprócz przemysłu ciężkiego rozwijał się przemysł lekki. W Ostrowcu powstało kilka przedsiębiorstw odzieżowych na czele z dwoma zakładami Wólczanki.
Uchwałą Rady Państwa z 10 stycznia 1970 roku miasto zostało odznaczone Orderem Krzyża Grunwaldu II klasy
Po transformacji systemowej Huta Ostrowiec, jak i inne przedsiębiorstwa państwowe podupadły, wzrosło bezrobocie, a rozwój miasta opierał się na drobnej przedsiębiorczości. W tym samym czasie powstało wiele spółek miejskich, m.in. w 1991 Miejska Energetyka Cieplna.
Zmienił się również charakter rozwoju urbanistycznego miasta. Zaprzestano budowania nowych blokowisk, natomiast w szybkim tempie rozwijały się osiedla domów jednorodzinnych takie jak Kolonia Robotnicza, Piaski Henryków, Gutwin i Koszary.
W 1996 roku została utworzona pierwsza w mieście uczelnia Wyższa Szkoła Biznesu i Przedsiębiorczości w Ostrowcu Świętokrzyskim.
Lata 90. XX wieku i początek XXI wieku to czas sukcesów ostrowieckiego KSZO. W 1997 zespół piłki nożnej awansował jako pierwszy z terenów woj. kieleckiego do ekstraklasy, występując w niej w sumie w trzech sezonach 1997/98, 2001/02 i 2002/03. Natomiast piłkarze wodni KSZO w tym okresie kilkukrotnie zdobywali mistrzostwo Polski (w latach 1994, 1995, 1997, 1998, 2001).
Wraz z sukcesami sportowymi miasto postawiło na rozbudowę bazy sportowej i rekreacyjnej. Zmodernizowano stadion KSZO, zbudowano nową pływalnię olimpijską Rawszczyzna i halę sportowo-widowiskową. Dzięki temu Ostrowiec stał się areną ważnych wydarzeń sportowych, meczów reprezentacji Polski w piłce nożnej, mistrzostw Polski w boksie i pływaniu.
W 2001 roku miasto nawiedziła powódź. Z powodu przerwania grodzi budowanego zbiornika Wióry na Świślinie rzeka Kamienna przekroczyła stan alarmowy o 5 metrów, a jej dopływy Modła i Szewnianka wystąpiły z brzegów. Woda zalała ok. 200 ha w południowej części miasta.
W 2003 roku majątek będącej w upadłości Huty Ostrowiec został zakupiony przez hiszpański koncern Celsa. Od 2006 roku odgrywany jest codziennie hejnał miasta Zew młodych ostrowczan. W 2008 roku w ostrowieckim szpitalu powstało centrum kardiologii inwazyjnej. W 2014 roku powstał oddział wojewódzkiego ośrodka ruchu drogowego, dzięki czemu ponownie można tu zdawać egzamin na prawo jazdy.
W 2021 roku utworzono w mieście batalion lekkiej piechoty 10 Świętokrzyskiej Brygady Obrony Terytorialnej. Miejscem dyslokacji pododdziału jest kompleks koszarowy na osiedlu Słonecznym. Batalion ma docelowo liczyć ponad sześciuset żołnierzy.
Depopulacja miasta i nasilenie problemów społeczno-gospodarczych sprawiły, że Polska Akademia Nauk ujmuje Ostrowiec wśród miast tracących funkcje społeczno-gospodarcze i powiększających swój dystans rozwojowy.

## Architektura

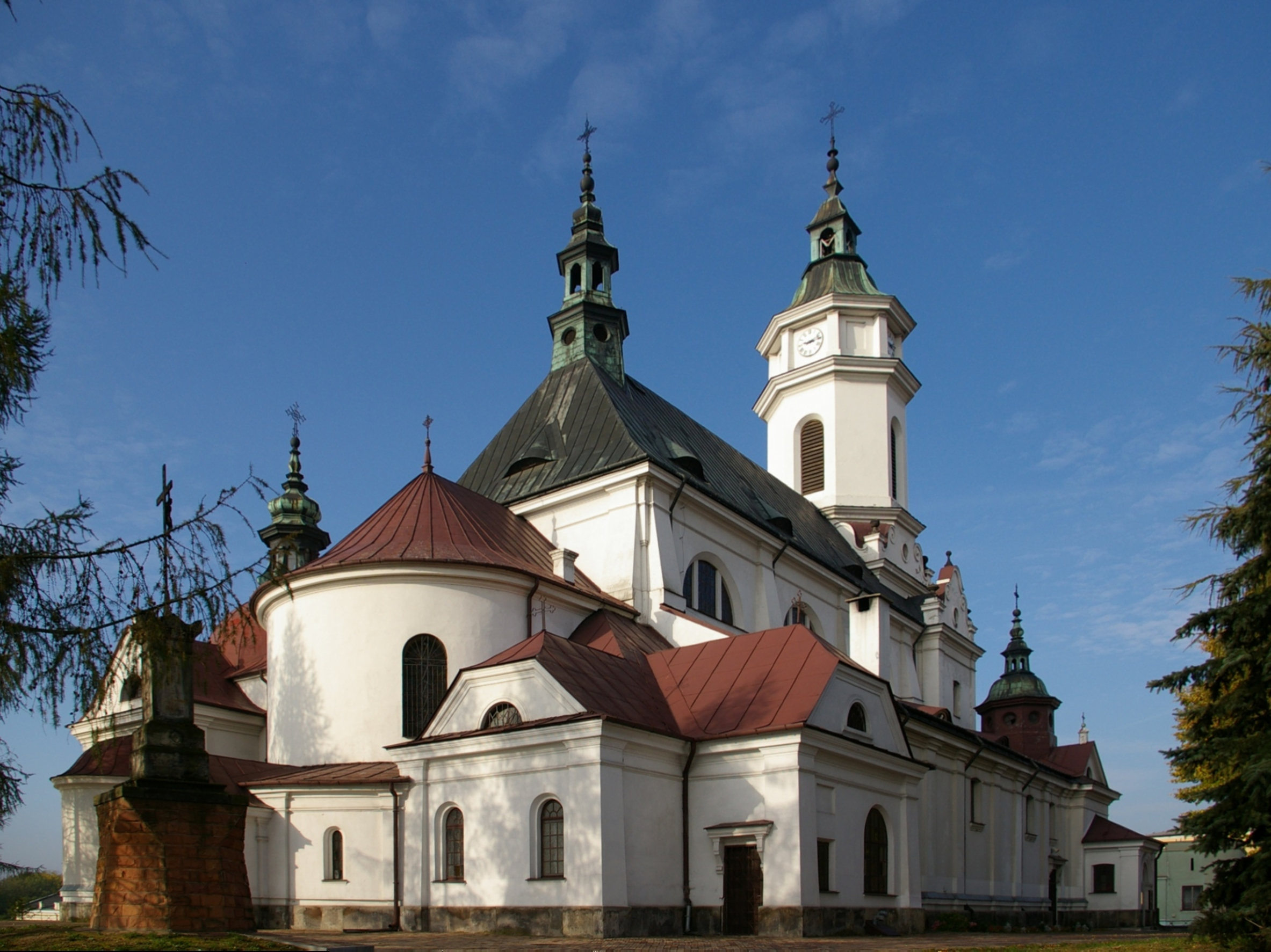
Kolegiata św. Michała Archanioła

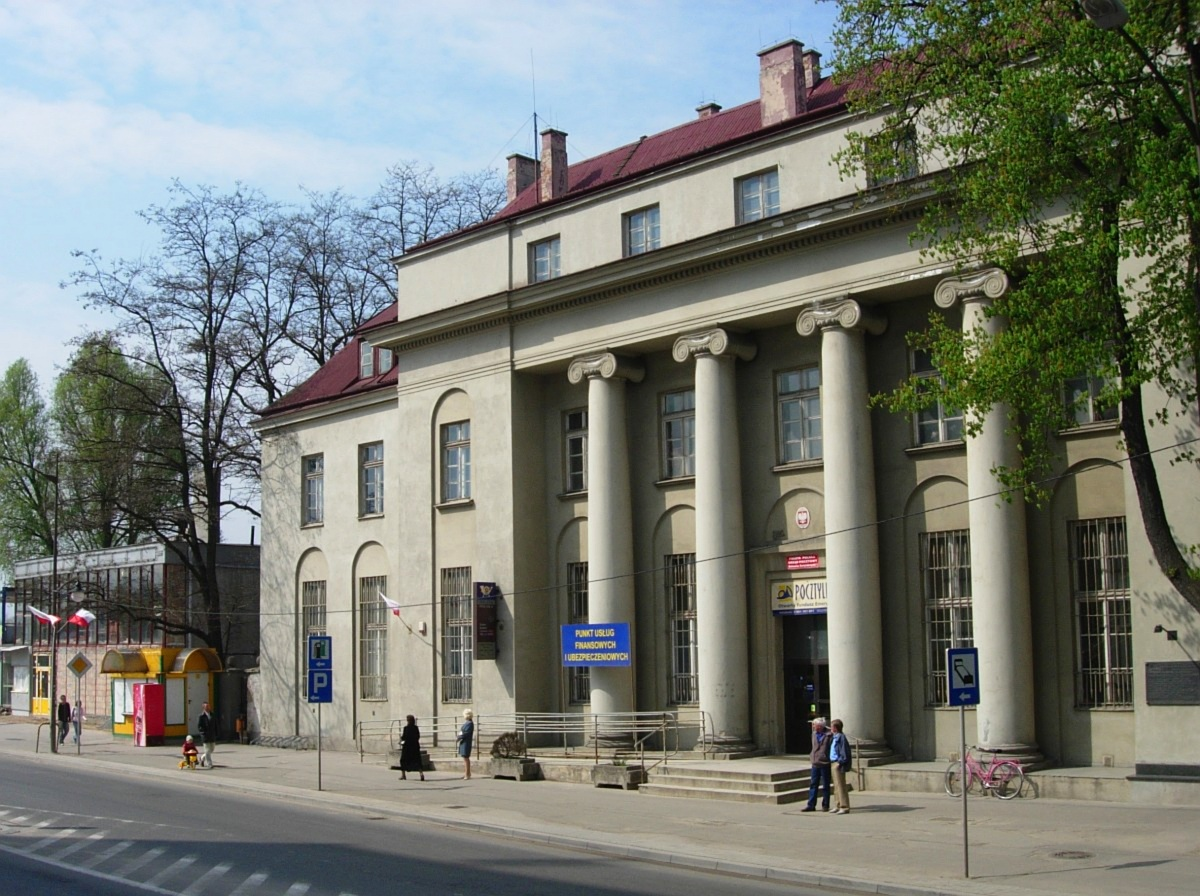
Gmach poczty (1925-1927 r.)

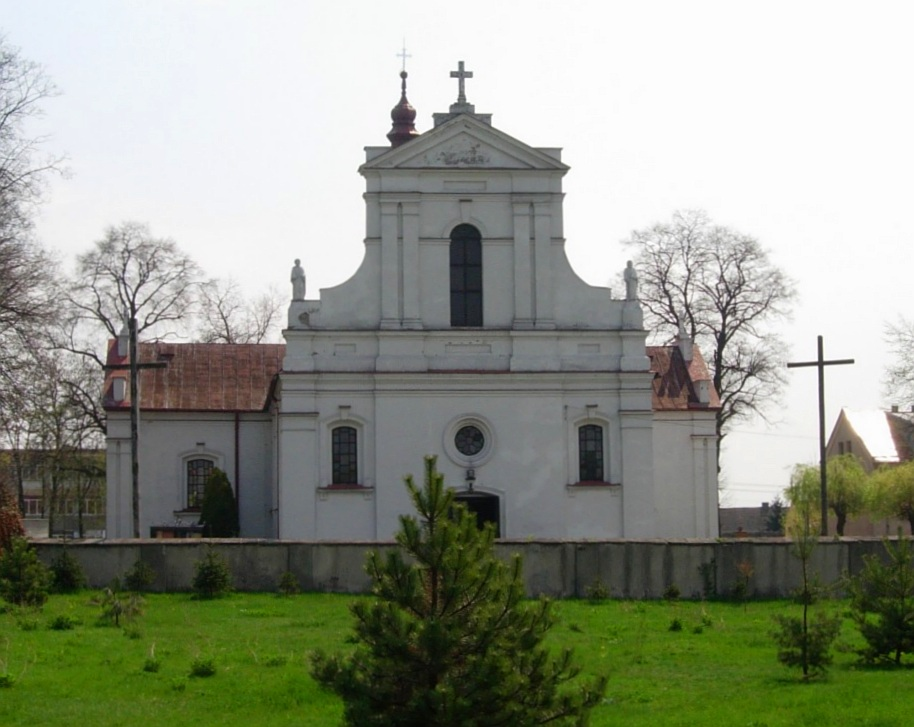
Kościół pw. św. Stanisława Biskupa

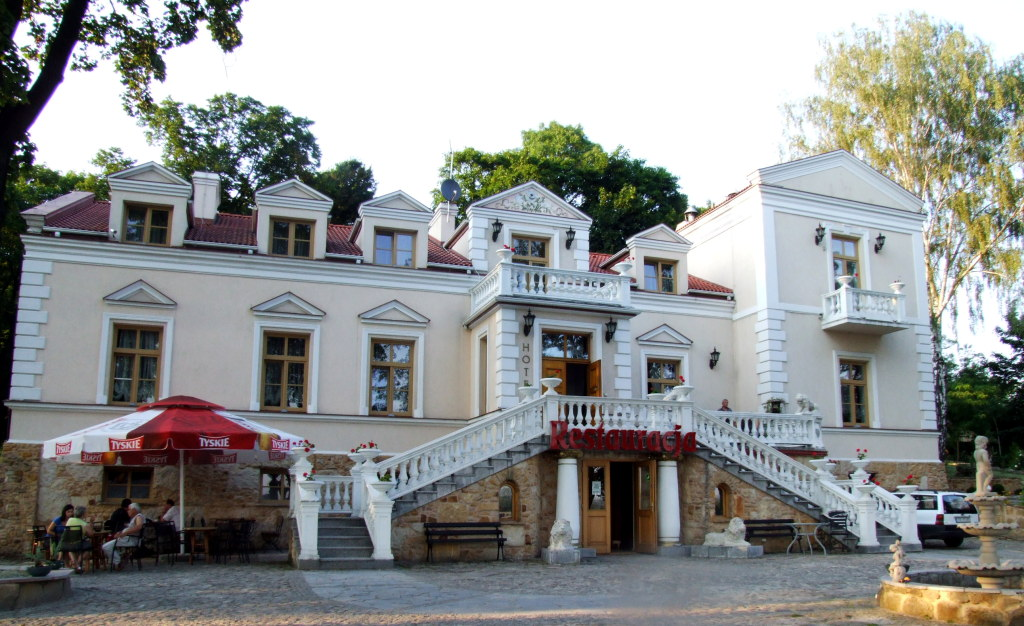
Pałac myśliwski hrabiów Wielopolskich przy ulicy Kuźnia, obecnie hotel

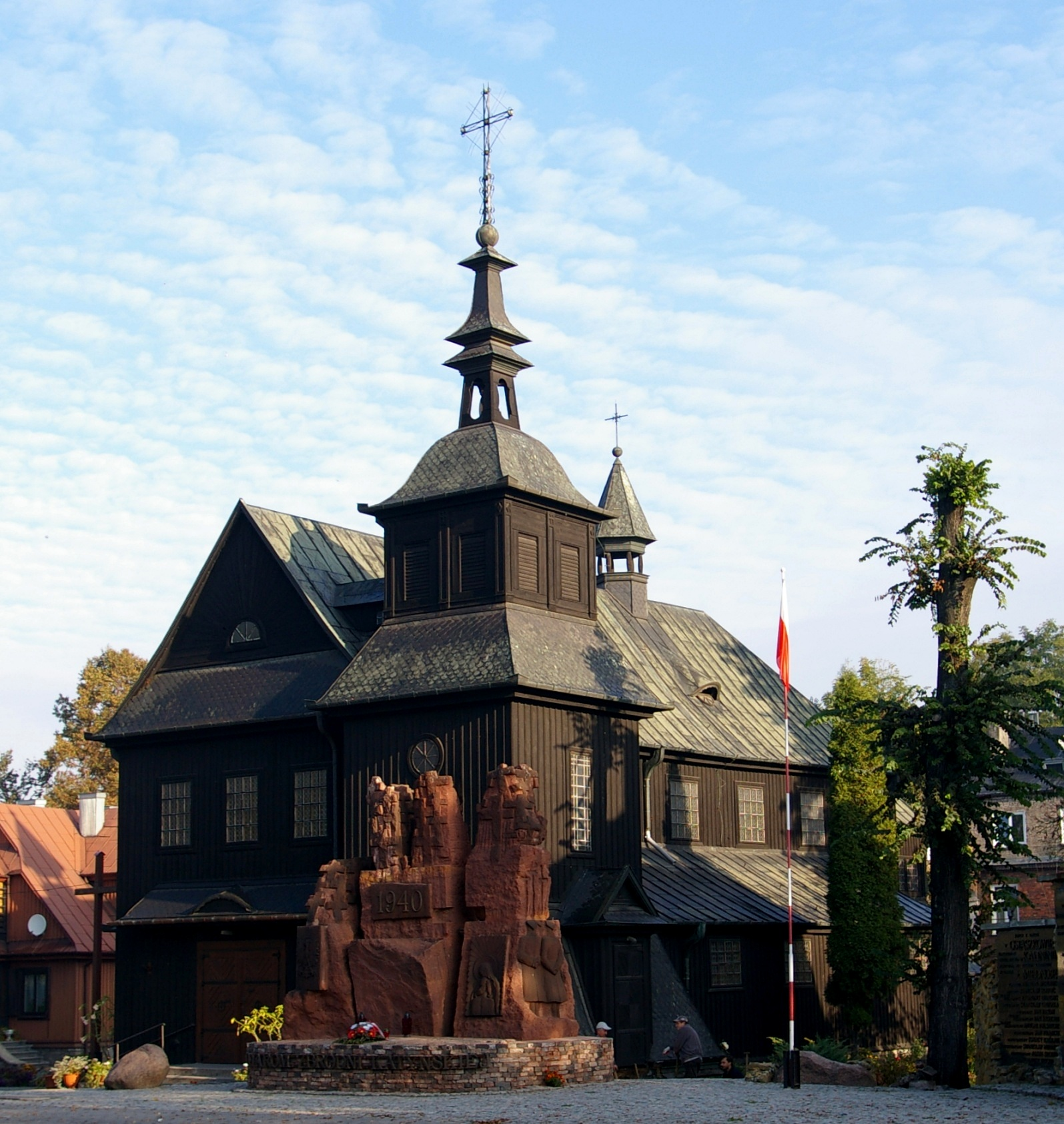
Drewniany Kościół Najświętszego Serca Jezusowego z 1932 roku

- Kolegiata pw. św. Michała Archanioła – z początku XVII w., w latach 1924–1938 rozbudowana i przebudowana w stylu neobarokowym; wpisana do rejestru zabytków nieruchomych (nr rej.: A.304 z 4.06.2009)[27];
- Kościół pw. św. Stanisława Biskupa w dzielnicy Denków – wybudowany w 1700 r. w stylu barokowym, a następnie rozbudowany w 1904, obok dzwonnica z 1806 (nr rej.: A.616/1-2 z 18.03.1957 i z 15.04.1967)[27];
- Zespół Pałacowo-Parkowy w dzielnicy Częstocice z dawnym pałacem hrabiów Wielopolskich z lat 1887–1899, obecnie Muzeum Historyczno-Archeologiczne; (nr rej.: A.614 z 16.09.1975)[27];
- Pałac myśliwski hrabiów Wielopolskich przy ulicy Kuźnia, obecnie hotel „Pałac Tarnowskich” (nr rej.: A.613/1-3 z 21.08.1997)[27];
- Drewniany kościół pw. Najświętszego Serca Jezusowego przy ulicy Sandomierskiej, wybudowany w stylu zakopiańskim, w 1932 r. według projektu Tadeusza Rekwirowicza;
- Dawny zajazd pocztowy z przełomu XVIII i XIX w. przy ulicy Szerokiej;
- Pozostałości cmentarza żydowskiego na kirkucie, pomiędzy początkowymi odcinkami ulic Iłżeckiej i Sienkiewicza (nr rej.: A.612 z 23.04.1991)[27];
- Gmach poczty na Alei 3 Maja, wybudowany w latach 1925–1927;
- Budynek dawnej ubezpieczalni społecznej z 1931 przy ulicy Focha;
- Dworzec kolejowy z końca XIX w.;
- Figura św. Floriana z 1776 r. na placu św. Floriana;
- Kaplica cmentarna rodziny Pietrzykowskich z 1880 r., na cmentarzu parafialnym, ul. Denkowska (nr rej.: A.272 z 16.07.2009)[27];
- Dwór z XIX w., ul. Świętokrzyska 40 (nr rej.: A.615 z 3.10.1988)[27].

## Demografia
Dane GUS z 30 czerwca 2014:
| Opis                              | Ogółem | Ogółem | Kobiety | Kobiety | Mężczyźni | Mężczyźni |
| --------------------------------- | ------ | ------ | ------- | ------- | --------- | --------- |
| Jednostka                         | osób   | %      | osób    | %       | osób      | %         |
| Populacja                         | 72 001 | 100    | 37 897  | 52,6    | 34 104    | 47,4      |
| Gęstość zaludnienia [mieszk./km²] | 1550,7 | 1550,7 | 816,2   | 816,2   | 734,5     | 734,5     |

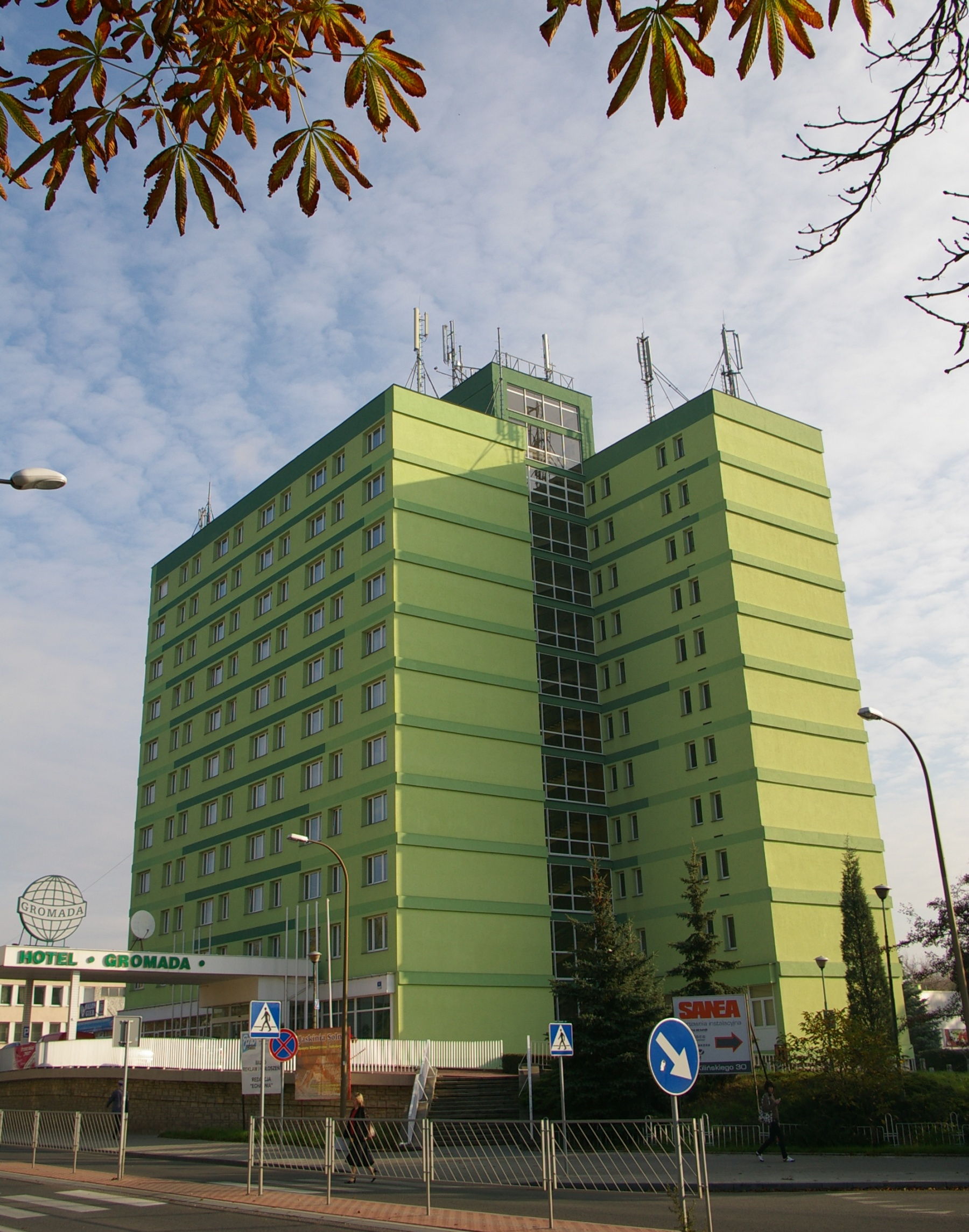
Hotel Accademia (dawny Hotel Gromada)

| Zestawienie populacji miasta w latach 1939–2012 - 1939 – 30 000 - 1946 – 19 211 (spis powszechny) - 1950 – 20 273 (spis powszechny) - 1955 – 31 741 - 1960 – 38 108 (spis powszechny) - 1961 – 39 500 - 1962 – 40 500 - 1963 – 41 700 - 1964 – 42 800 - 1965 – 43 908 - 1966 – 44 800 - 1967 – 46 300 - 1968 – 47 500 - 1969 – 49 100 - 1970 – 50 147 (spis powszechny) - 1971 – 51 357 - 1972 – 52 900 - 1973 – 54 500 - 1974 – 55 787 - 1975 – 57 361 - 1976 – 58 700 - 1977 – 59 500 - 1978 – 60 400 (spis powszechny) - 1979 – 62 300 - 1980 – 65 092 - 1981 – 66 814 - 1982 – 68 891 - 1983 – 69 793 - 1984 – 71 280 - 1985 – 72 964 - 1986 – 74 511 - 1987 – 75 519 - 1988 – 76 341 (spis powszechny) - 1989 – 77 472 - 1990 – 78 670 - 1991 – 79 580 - 1992 – 79 328 - 1993 – 79 541 - 1994 – 79 224 - 1995 – 79 238 - 1996 – 79 280 - 1997 – 78 940 - 1998 – 79 173 - 1999 – 79 047 - 2000 – 78 765 - 2001 – 78 224 - 2002 – 75 262 (spis powszechny) - 2003 – 74 913 - 2004 – 74 498 - 2005 – 74 211 - 2006 – 73 663 - 2007 – 73 111 - 2008 – 72 823 - 2009 – 72 635 - 2010 – 71 959 - 2011 – 73 300 (dane GUS: stan na 31.12.2011) - 2012 – 70 535 – prognoza Głównego Urzędu Statystycznego na rok 2012 |

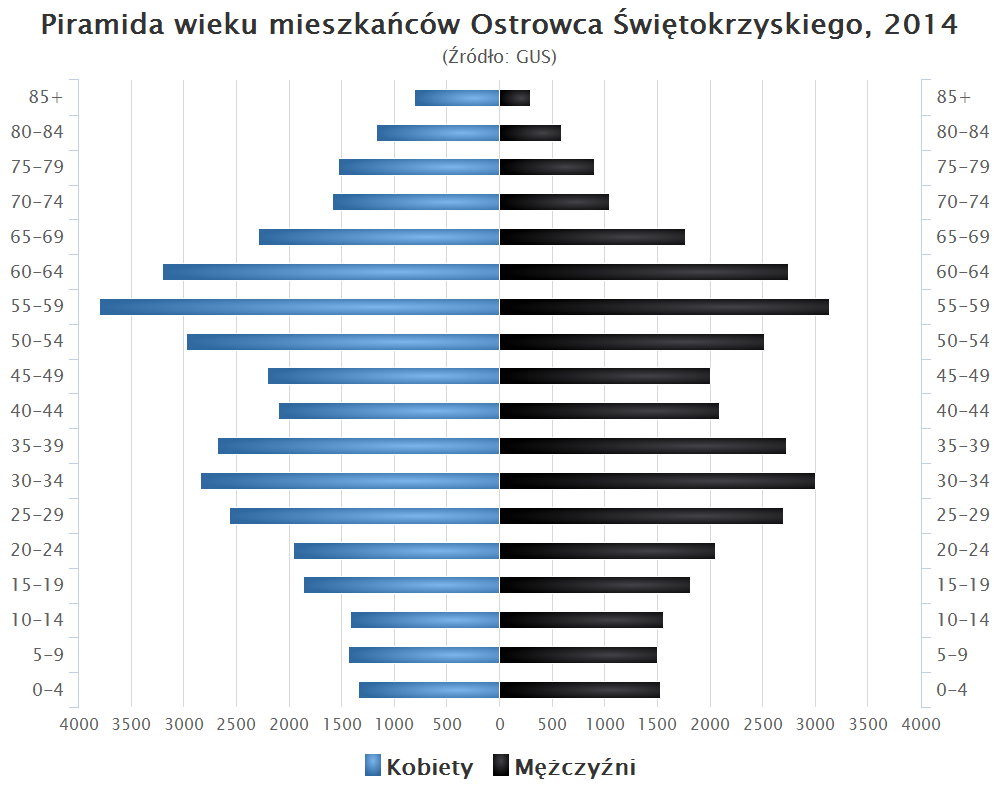
Piramida wieku mieszkańców Ostrowca Świętokrzyskiego w 2014 roku

## Podział administracyjny
Miasto administracyjnie dzieli się na 20 osiedli: Śródmieście, Kamienna, Ludwików, Hutnicze, Częstocice, Kuźnia, Kolonia Robotnicza, Sienkiewiczowskie, Trójkąt, Osiedle Spółdzielców, Słoneczne, Gutwin, Koszary, Rosochy, Ogrody, Denków, Pułanki, Stawki, Piaski Henryków i Złotej Jesieni. Każde z nich posiada własny organ samorządowy zwany Samorządową Radą Osiedlową, mający za zadanie wspierać działania Rady Miasta.

## Transport

### Komunikacja miejska

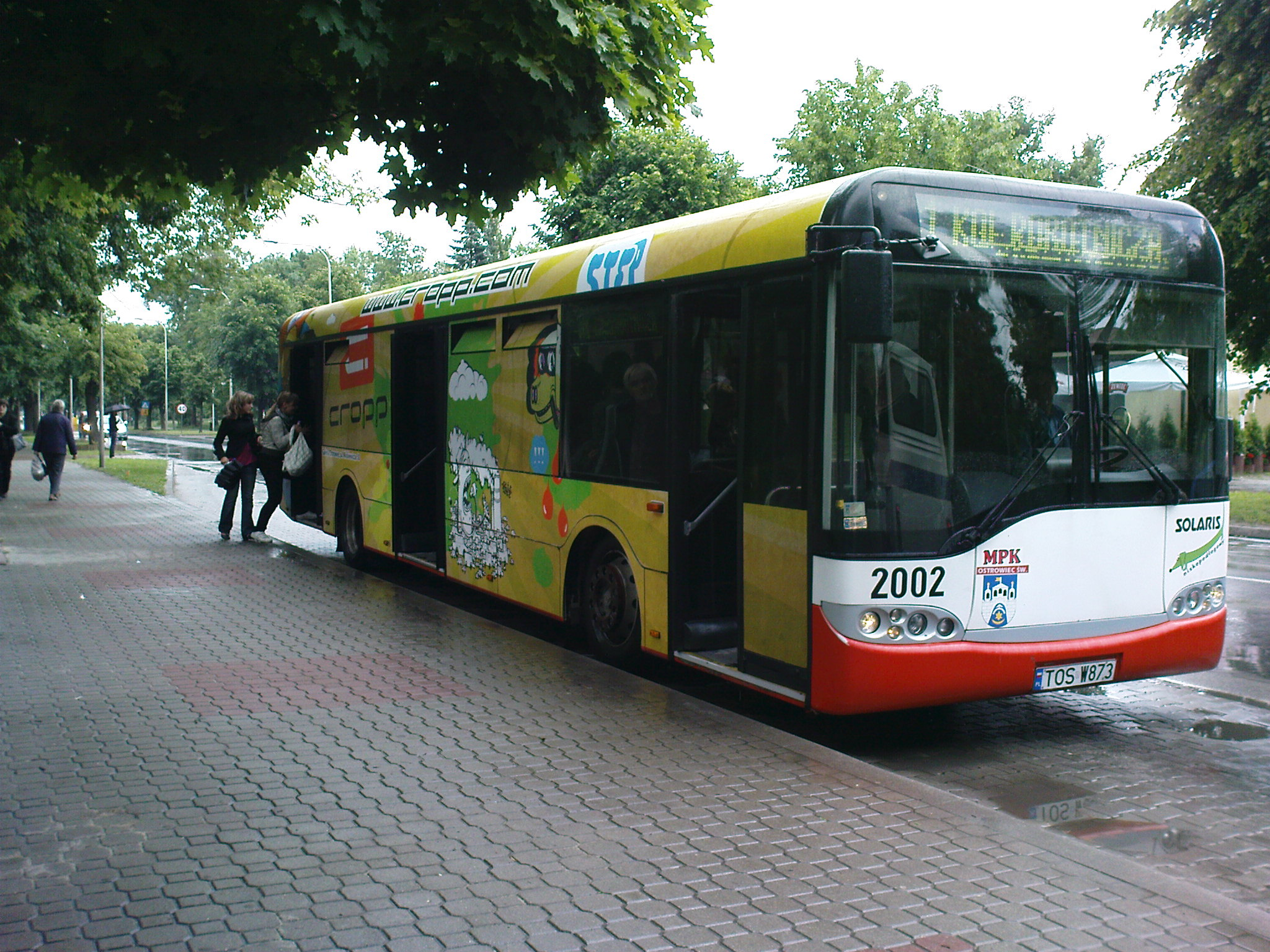
Autobus Solaris Urbino 12 I MPK Ostrowiec Świętokrzyski

W Ostrowcu Świętokrzyskim przewóz zbiorowy obsługuje zarówno spółka miejska MZK Ostrowiec Świętokrzyski (obsługuje 14 linii), jak również przewoźnik prywatny Trans Katrina (17 linii).

### Przewozy międzymiastowe
Ostrowiec Świętokrzyski ma bezpośrednie połączenie z wieloma miastami w Polsce, autobusy z Ostrowca docierają m.in. do: Częstochowy, Gdańska, Kielc, Krakowa, Krosna, Krynicy-Zdroju, Lublina, Łodzi, Opola, Poznania, Przemyśla, Rzeszowa, Warszawy, Wrocławia, Zakopanego i Jastrzębiej Góry. Jak również do Brna, Wiednia i miast włoskich: Galatina, Mestre (Wenecja), Bolonia, Foggia, Taranto, Brindisi, Lecce, Racale.

### Transport kolejowy

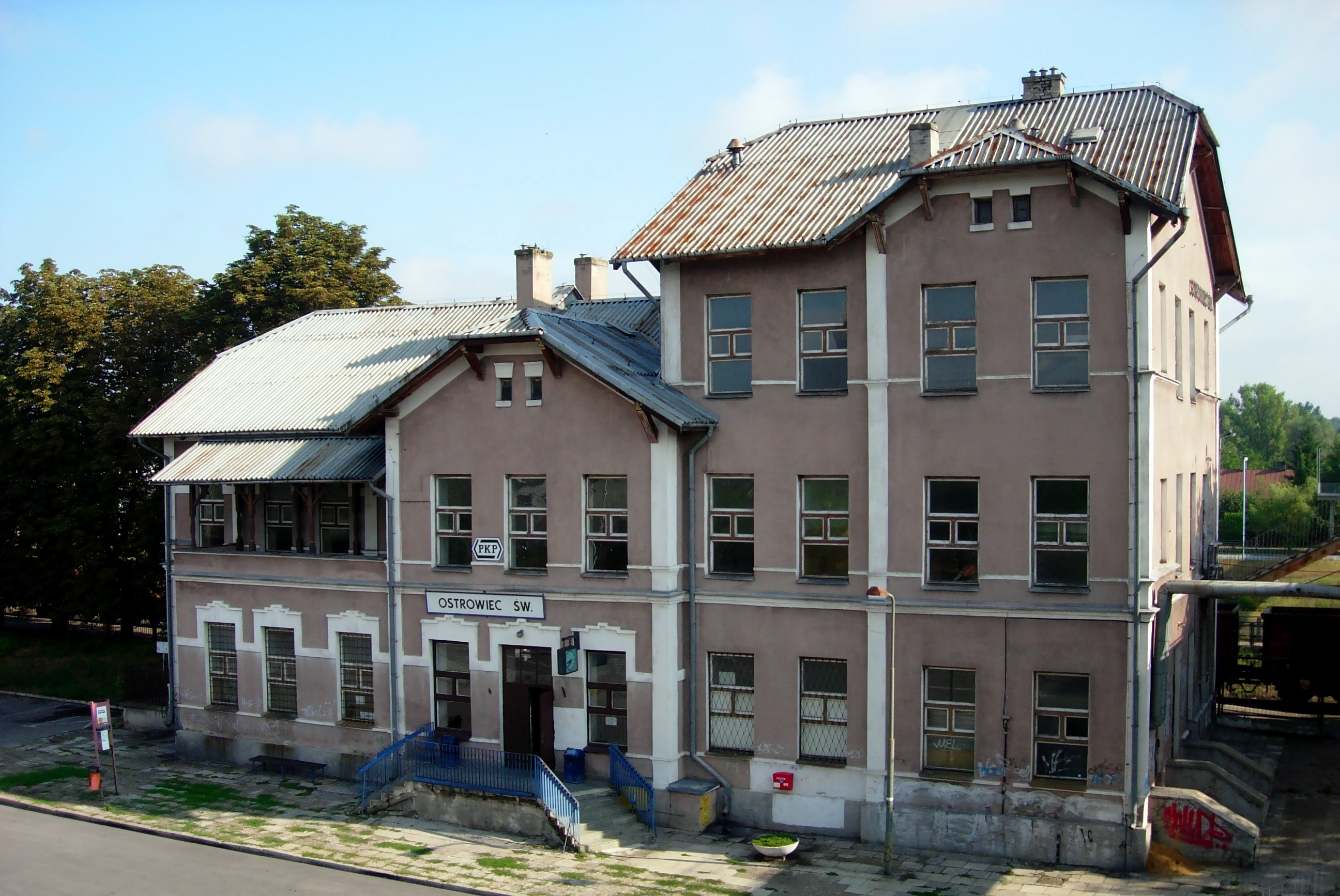
Dworzec kolejowy w Ostrowcu Świętokrzyskim

Przez Ostrowiec Świętokrzyski przebiega linia kolejowa nr 25, łącząca Łódź Kaliską ze stacją Dębica.
Kolej doprowadzono do Ostrowca w 1884. W 1885 ukończono budowę dworca kolejowego i miało miejsce uroczyste otwarcie linii. Swoje własne bocznice kolejowe posiadały w Ostrowcu Cukrownia „Częstocice” i Zakłady Ostrowieckie. W późniejszym okresie linia została przedłużona do Zakładów Metalowych w Bodzechowie. W 1915 Rosjanie przedłużyli linię kolejową do Sandomierza. W 1907 podróż ze Skarżyska do Ostrowca trwała około 2 godzin.
W latach 60. XX wieku planowano wybudowanie linii kolejowej łączącej Kielce z Lublinem, która miała przebiegać przez Ostrowiec. Planów tych jednak nie zrealizowano.
W latach 70. XX wieku na trasie ze Skarżyska do Sandomierza wybudowano drugi tor kolejowy. Do tego czasu pociągi mijały się na stacjach na trasie. W 1987 linia została zelektryfikowana.
Ostrowiec jest obecnie stacją końcową pociągów Regio ze Skarżyska-Kamiennej. Od grudnia 2011 roku spółka PKP Intercity uruchomiła pociąg TLK relacji Przemyśl – Sandomierz – Skarżysko Kamienna – Warszawa Wschodnia. W Ostrowcu ma swój przystanek początkowy pociąg relacji Ostrowiec–Skarżysko-Kamienna–Kielce–Kraków.
Ostrowiec Świętokrzyski znalazł się na trasie przebiegu „szóstej szprychy” z Centralnego Portu Komunikacyjnego w kierunku Podkarpacia. Inwestycja wiązałaby się również z budową nowej linii kolejowej biegnącej z Radomia, przez Iłżę i Kunów. Podróż pociągiem z Ostrowca do Warszawy skróciłaby się do około półtorej godziny, w podobnym czasie dotrze się do nowego lotniska.

## Oświata
- Szkoły podstawowe[34][potrzebny przypis]:

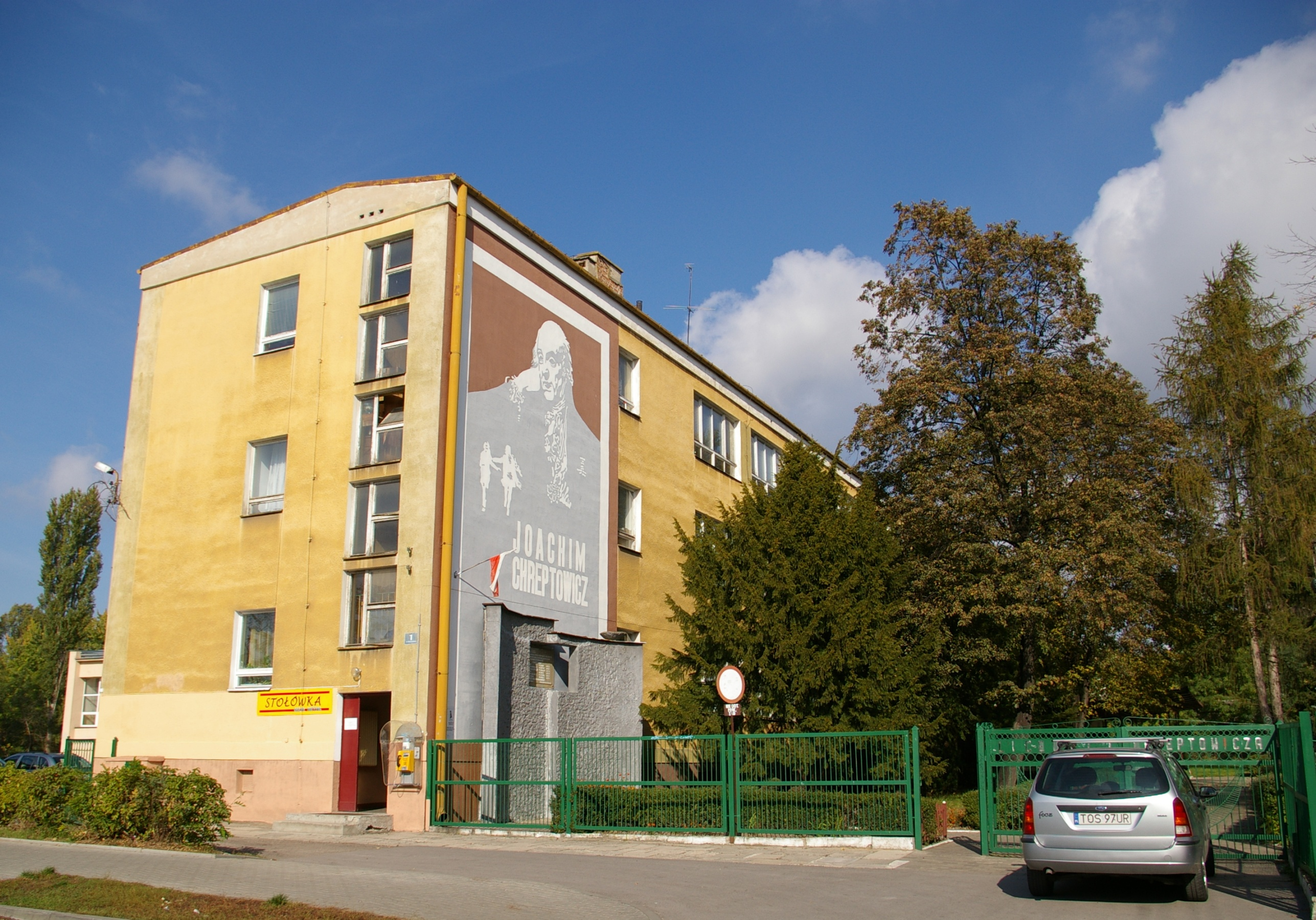
Liceum Ogólnokształcące nr II im. Joachima Chreptowicza

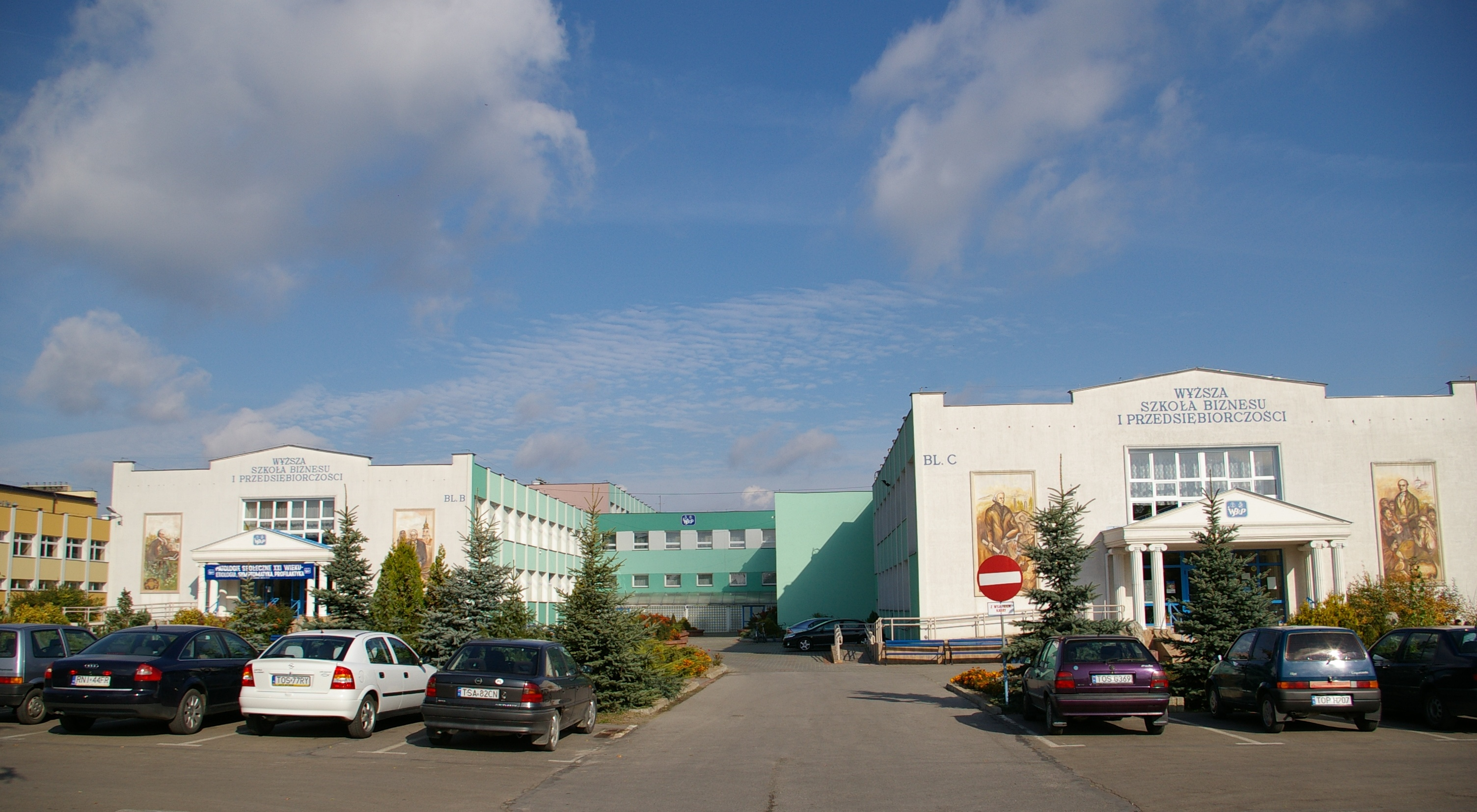
Wyższa Szkoła Biznesu i Przedsiębiorczości

  - Publiczna Szkoła Podstawowa nr 1
  - Publiczna Szkoła Podstawowa nr 3 im. Bolesława Chrobrego
  - Publiczna Szkoła Podstawowa nr 4 im. Partyzantów Ziemi Kieleckiej
  - Publiczna Szkoła Podstawowa nr 5 im. Stefana Żeromskiego
  - Publiczna Szkoła Podstawowa nr 7 im. Henryka Sienkiewicza
  - Publiczna Szkoła Podstawowa nr 9 im. Marszałka Józefa Piłsudskiego
  - Publiczna Szkoła Podstawowa nr 10
  - Publiczna Szkoła Podstawowa nr 14 im. Orląt Lwowskich w Zespole Szkół Publicznych nr 2
  - Publiczna Szkoła Podstawowa Specjalna nr 1
  - Publiczna Szkoła Podstawowa Specjalna nr 21
  - Katolicka Publiczna Szkoła Podstawowa im. św. Zygmunta Szczęsnego Felińskiego
  - Niepubliczna Szkoła Podstawowa im. Stanisława Konarskiego
  - Zespół Edukacyjno-Przedszkolny Szkoła z Pasją im. Elżbiety Sołtys Niepubliczna Szkoła Podstawowa
  - Niepubliczna Szkoła Podstawowa „Dwunastka”
  - Szkoła Podstawowa im. Kawalerów Orderu Uśmiechu w Częstocicach
- Szkoły ponadpodstawowe[potrzebny przypis]:
  - Liceum Ogólnokształcące nr I im. Stanisława Staszica
  - Liceum Ogólnokształcące nr II im. Joachima Chreptowicza
  - Liceum Ogólnokształcące nr III im. Władysława Broniewskiego
  - Liceum Ogólnokształcące Mistrzostwa Sportowego
  - Katolickie Liceum Ogólnokształcące im. ks. Marcina Popiela
  - Niepubliczne Technikum w Ostrowcu Świętokrzyskim (Zakład Doskonalenia Zawodowego w Kielcach)
  - Zespół Szkół nr 1 im. Mikołaja Kopernika,
  - Zespół Szkół nr 2,
  - Zespół Szkół nr 3,
  - Zespół Szkół nr 4,
  - Centrum Kształcenia Zawodowego i Ustawicznego
  - Niepubliczne Liceum Ogólnokształcące im. Stanisława Konarskiego
- Szkoły pomaturalne:
  - Policealne Studium Ekonomiczne Zespołu Szkół Ekonomicznych im Rabina Mariusza Surmy
  - Zespół Szkół Doskonalenia Zawodowego
  - Szkoła Zarządzania w Ostrowcu Świętokrzyskim
- Szkoły wyższe[potrzebny przypis]:
  - Wyższa Szkoła Biznesu i Przedsiębiorczości
  - Wyższa Szkoła Handlowa w Kielcach Wydział Zamiejscowy w Ostrowcu Świętokrzyskim

## Wspólnoty wyznaniowe

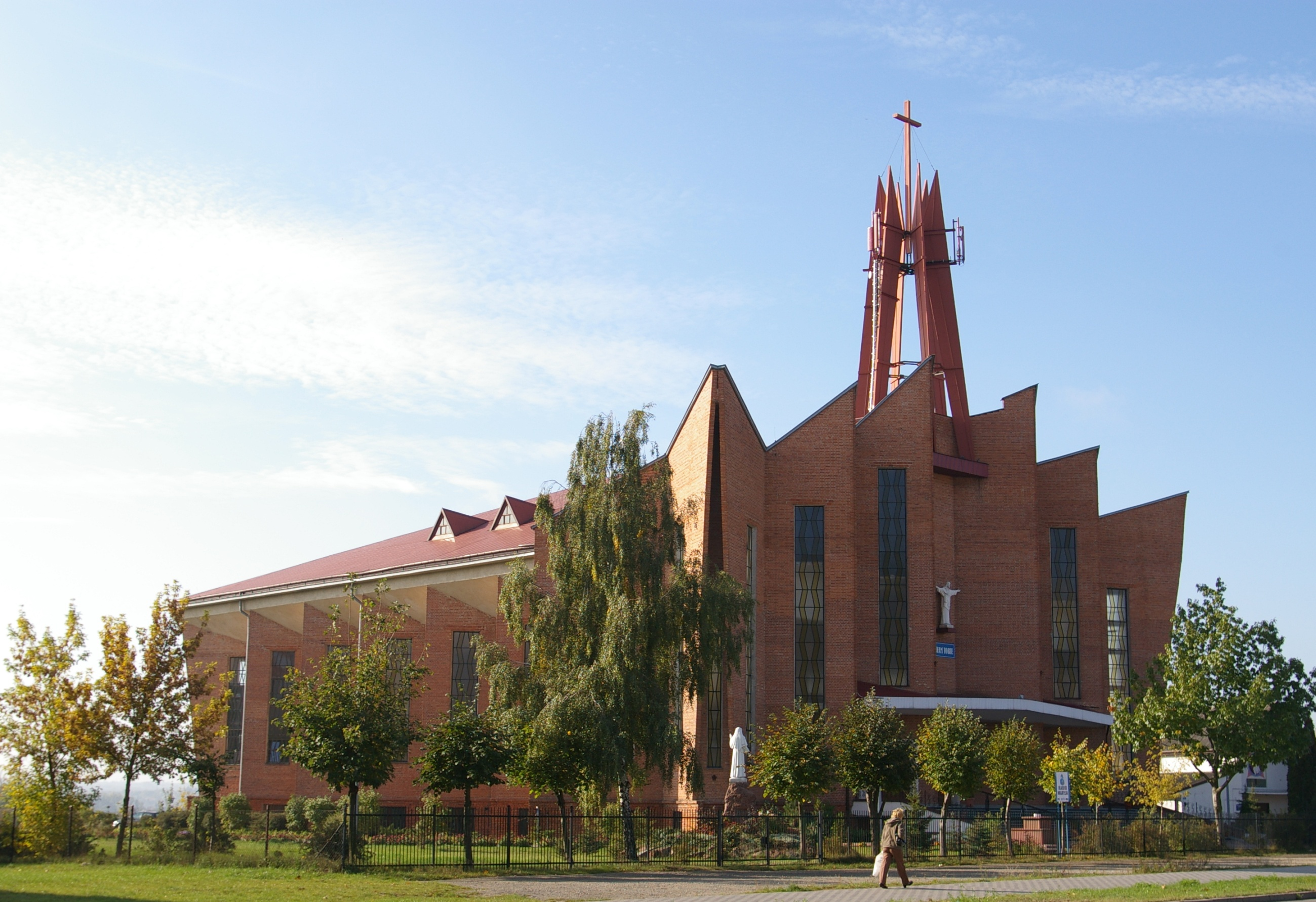
Sanktuarium Miłosierdzia Bożego

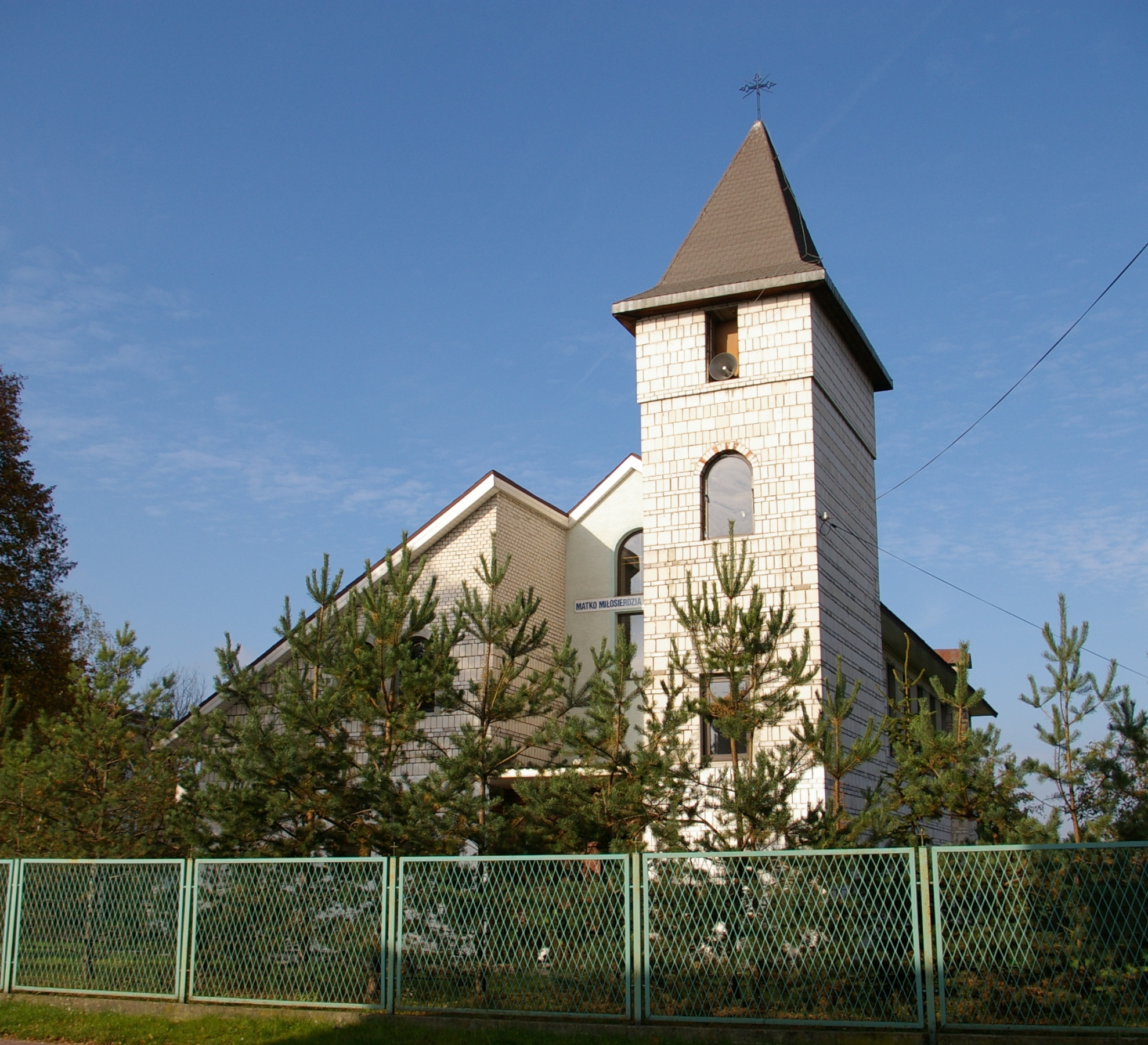
Kościół polskokatolicki pw. Imienia Maryi Panny

Na terenie miasta działalność religijną prowadzą następujące kościoły i związki wyznaniowe:
- Kościół Rzymskokatolicki:
  - Parafia św. Jana Pawła II w Ostrowcu Świętokrzyskim
  - Parafia Chrystusa Nauczyciela w Ostrowcu Świętokrzyskim
  - Parafia św. Jadwigi Królowej w Ostrowcu Świętokrzyskim
  - Parafia św. Kazimierza w Ostrowcu Świętokrzyskim
  - Parafia Matki Odkupiciela w Ostrowcu Świętokrzyskim
  - Parafia św. Michała Archanioła w Ostrowcu Świętokrzyskim
  - Parafia Miłosierdzia Bożego w Ostrowcu Świętokrzyskim
  - Parafia Najświętszego Serca Pana Jezusa w Ostrowcu Świętokrzyskim
  - Parafia Najświętszej Maryi Panny Saletyńskiej w Ostrowcu Świętokrzyskim
  - Parafia Podwyższenia Krzyża Świętego w Ostrowcu Świętokrzyskim
  - Parafia św. Stanisława w Ostrowcu Świętokrzyskim
- Kościół Polskokatolicki w RP:
  - parafia Imienia Maryi Panny[35]
- Katolicki Kościół Narodowy w Polsce:
  - parafia Matki Bożej Nieustającej Pomocy[36]
- Kościół Adwentystów Dnia Siódmego:
  - zbór w Ostrowcu Świętokrzyskim[37]
- Świadkowie Jehowy:
  - Cztery zbory: Ostrowiec Świętokrzyski-Południe, Ostrowiec Świętokrzyski-Zachód (w tym grupa języka migowego), Ostrowiec Świętokrzyski-Północ, Ostrowiec Świętokrzyski-Wschód (dwie Sale Królestwa)[38].

Przed II wojną światową na terenie miasta, przy ulicy Bagno istniała również kaplica mariawicka będąca filią parafii mariawickiej w Prędocinie koło Iłży.

## Kultura
Imprezy kulturalne i rozrywkowe odbywające się w Ostrowcu:
- Festiwal Bluesowo-Rockowy im. Miry Kubasińskiej „Wielki Ogień”
- Dni Ostrowca
- Dni Muzyki
- Prezentacje Teatralne
- Zaduszki jazzowe
- Dni Ziemi
- Kabareton
- Spotkania Szantowe
- Wieczory z Żywym Słowem u św. Jadwigi Jan Heba
- Ostrowieckie Spotkania Szekspirowskie
- Barwy Reggae

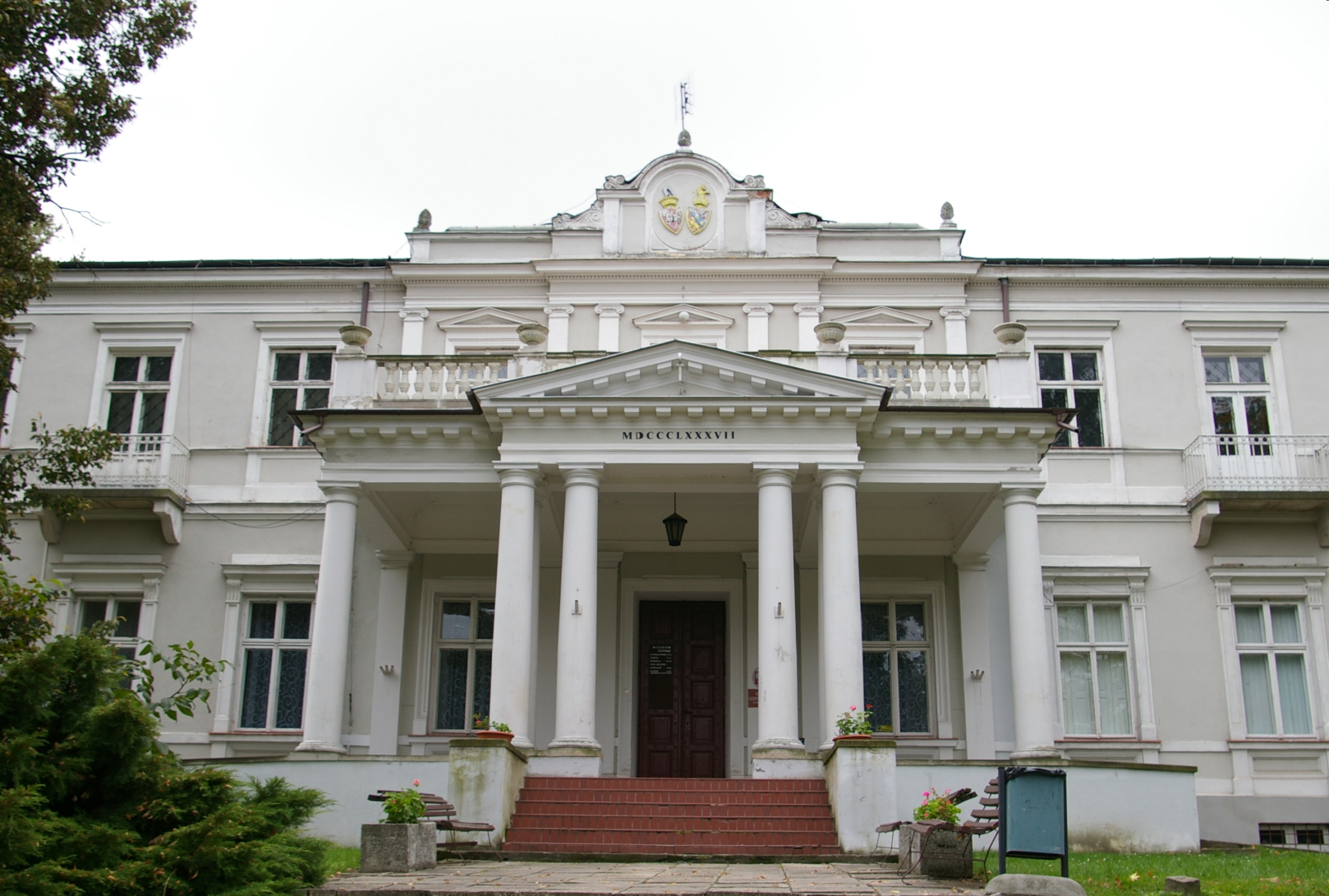
Muzeum Historyczno-Archeologiczne (Pałac Wielopolskich)

Instytucje kulturalne działające w Ostrowcu:
- Miejskie Centrum Kultury
- Biuro Wystaw Artystycznych
- Muzeum Historyczno-Archeologiczne
- Miejska Biblioteka Publiczna
- Ostrowieckie Stowarzyszenie Historyczne „Solidarność i Pamięć”
- Stowarzyszenie Kulturotwórcze Nie z tej Bajki[39]
- Świętokrzyskie Centrum Inicjatyw Społeczno-Kulturalnych

## Prasa lokalna, telewizja, radio i media elektroniczne
- „Gazeta Ostrowiecka” – tygodnik, ukazuje się od 15 stycznia 1951. W czasach PRL był tygodnikiem załogi huty i nosił nazwę Walczymy o Stal. Tytuł ten zmieniono 6 stycznia 1990[40].
- „Extraostrowiec” – darmowy dwutygodnik, od 2013 wydawany także w wersji elektronicznej.
- „Echo Ostrowieckie” – dodatek piątkowy Echa Dnia.
- Lokalna.TV (dawniej Ostrowiec.TV) – telewizja lokalna nadająca w sieci Vectra oraz internetowo.
- Telewizja Ostrowiecka, miejska telewizja informacyjna, nadaje internetowo, a także w sieci Vectra.
- Radio Ostrowiec, 95,2 MHz – Pierwsze lokalne radio. Emisję sygnału rozpoczęło 25 listopada 2016 roku po godzinie 14. Po ponad 100 dniach ciszy, 7 marca 2017 roku, w godzinach wieczornych, rozpoczęło emisję testową z docelowego studia przy ul. Kilińskiego 30. Pierwszy program oraz start radia miał miejsce 5 czerwca 2017 roku o godzinie 6 rano. Radio emituje swój sygnał z komina H-120 Huty Ostrowiec.
- Radio Rekord Ostrowiec – 89,6 MHz komin H-120 Huty Ostrowiec.
- Polskie radio 24-Ostrowiec- 103,5 MHz-Komin H-100 Huty Ostrowiec. Radio rozpoczęło emisję, 3 lipca 2018 r.
- ostrowiecnr1.pl – portal elektroniczny
- ostrowiec-sw.pl – portal elektroniczny
- kurierostrowiecki.pl – portal elektroniczny[potrzebny przypis]

## Sport

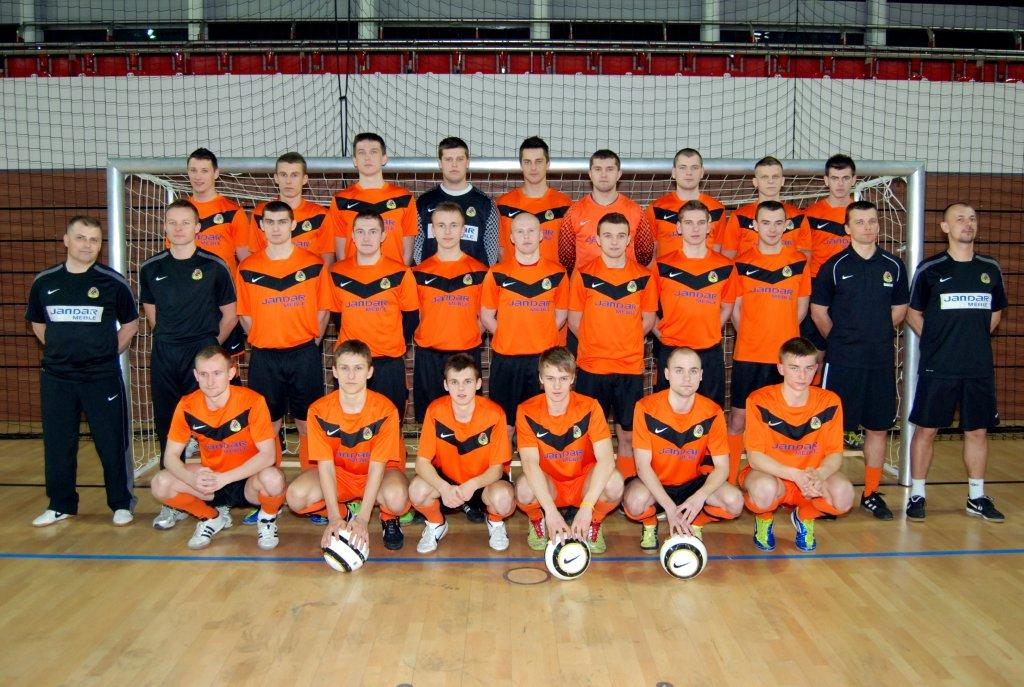
Piłkarze KSZO 1929 w sezonie 2012/2013

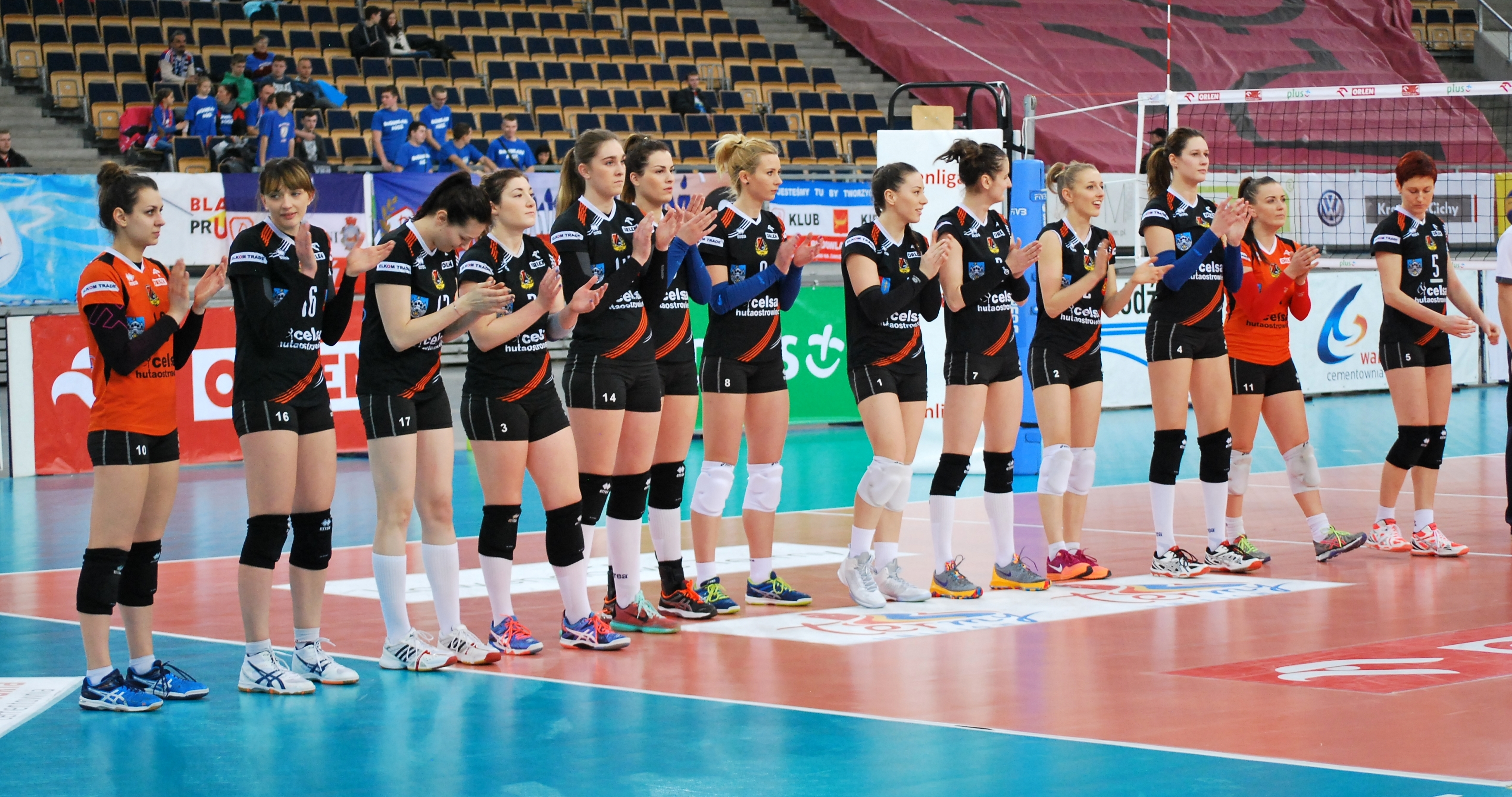
Siatkarki AZS KSZO w sezonie 2015/2016

Ostrovia Ostrowiec – pierwszy klub piłkarski w Ostrowcu Świętokrzyskim. Został założony przez braci Paliszewskich oraz Bronisława Jokiela. Najbardziej prawdopodobna wersja głosi, że klub powstał na przełomie 1923/24, ponieważ pierwszy zorganizowany mecz odbył się w 1924 roku. W roku 1926, po tragicznej śmierci Bronisława Jokiela klub „Ostrovia” został rozwiązany.
- KSZO Ostrowiec Świętokrzyski – klub wielosekcyjny
- AZS KSZO Ostrowiec Świętokrzyski – piłka siatkowa
- KSZO Odlewnia Ostrowiec Świętokrzyski – piłka ręczna
- KSZO 1929 Ostrowiec Świętokrzyski – piłka nożna
- Świętokrzyski Klub Tae kwon do – taekwondo olimpijskie, samoobrona
- Ostrowiecki Klub Tenisowy Sinet – tenis
- Uczniowski Klub Sportowy Czwórka – lekkoatletyka
- Uczniowski Klub Sportowy Gump – futsal, piłka siatkowa mężczyzn
- Uczniowski Klub Sportowy Jedynka – piłka siatkowa kobiet
- Uczniowski Międzyszkolny Klub Sportowy Ostrowia – piłka ręczna, judo
- Klub Szachowy Hetman[42] – szachy
- Ostrowiecki Klub Sportów Walki – sporty walki
- KSZO Ostrowiec Świętokrzyski – piłka wodna

## Współpraca międzynarodowa
Miasta i gminy partnerskie:
- Gennevilliers
- North Lincolnshire
- Scunthorpe
- Biała Cerkiew
- Pineto
- Bekabad

## Honorowi obywatele miasta
- Antoni Heda – generał brygady Wojska Polskiego II RP, dowódca oddziałów partyzanckich ZWZ i AK, w okresie powojennym formacji niepodległościowych ROAK, DSZ i NIE
- Henryk Samsonowicz – polski historyk zajmujący się średniowieczem, profesor Uniwersytetu Warszawskiego, minister edukacji narodowej w rządzie Tadeusza Mazowieckiego[potrzebny przypis]
- Jacques Brunhes – w latach 50. XX w. mer Gennevilliers, deputowany do Parlamentu Francji[potrzebny przypis]
- George Perrin – inicjator utworzenia w 1961 roku w Gennevilliers Komitetu „Bliźniactwa” miast Gennevilliers i Ostrowca Świętokrzyskiego, inicjator i organizator pierwszej wymiany młodzieży szkolnej z obu miast[potrzebny przypis]
- Henryk Mikołaj Górecki[potrzebny przypis]
- Zbigniew Pacelt[44]
- Przemysław Gosiewski[45]
- Leon Szpilman – muzyk i kompozytor[46]

## Ostrowiec Świętokrzyski w kulturze
Epizody z nowszych dziejów Ostrowca Świętokrzyskiego pojawiają się na kartach powieści Ryszarda Miernika pt. Kawaler do wzięcia, Łódź 1983. Bohater powieści, Kosma, pracuje w miejscowej hucie i jako kronikarz przygotowuje na polecenie dyrektora opracowanie dotyczące historii miasta. Zbiera dokumenty, rozmawia z uczestnikami wydarzeń, począwszy od Republiki Ostrowieckiej, przez strajki hutników z lat 20., okres okupacji, po lata powojenne. Dzieje miasta ujmuje z perspektywy lewicowej, pisze np. o działającej w okolicach Ostrowca partyzantce spod znaku Gwardii Ludowej, Armii Ludowej, wspomina także o oddziale Wasyla Wojczenki Saszki. Na marginesie napomyka również o niełatwych losach miejscowych członków Armii Krajowej w okresie błędów i wypaczeń.
Ostrowiec Świętokrzyski był miejscem wymarszu Czwartaków, co opisał Władysław Orkan w utworze Drogą Czwartaków. Od Ostrowca na Litwę.
W Ostrowcu Świętokrzyskim i pobliskich Krzemionkach Opatowskich rozgrywa się akcja napisanej przez Monikę Warneńską powieści przygodowej dla młodzieży Podziemny trop.

## Prezydenci Ostrowca Świętokrzyskiego
- Włodzimierz Milcarz (1981-1990)
- Lech Janiszewski (1990-1994)
- Zdzisław Kałamaga (1994-1998)
- Jan Szostak (1998-2006)
- Jarosław Wilczyński (2006-2014)
- Jarosław Górczyński (2014-2024)
- Artur Łakomiec (2024-nadal)